# Černá Hora
Černá Hora (černohorsky Црна Гора/Crna Gora, albánsky Mali i Zi) je stát v jihovýchodní Evropě. Převážně hornatá země leží na Balkáně, na severu sousedí s Bosnou a Hercegovinou, na severovýchodě se Srbskem, na východě s Kosovem, na jihovýchodě s Albánií, a na severozápadě s Chorvatskem a na jihozápadě má pobřeží Jaderského moře. Území Černé Hory je velmi hornaté, horopisně náleží celé k Dinárským horám. U moře panuje středomořské  podnebí s teplým a suchým létem, ve vnitrozemí je podnebí mírně kontinentální. S rozlohou asi 14 000 km² je devátým nejmenším suverénním státem v Evropě, žije v něm  624 000 obyvatel, což z něj činí jednu z nejméně zalidněných zemí v Evropě. Dělí se na 25 opštin, hlavním a největším městem je Podgorica, dalšími významnými městy jsou Nikšić a Budva. Bývalé královské hlavní město je Cetinje. Černohorci tvoří 45 % obyvatel, dále tu žijí Srbové (33 %), Bosňáci (9 %) a Albánci (5 %). Úředním jazykem je černohorština, tři čtvrtiny obyvatel se hlásí ke křesťanství, 20 % k islámu.  
V období raného středověku se na území dnešní Černé Hory nacházela tři knížectví: Duklja, které zhruba odpovídá jižní polovině, Travunia na západě a vlastní Rascia na severu. Ve 14. a 15. století vzniklo knížectví Zeta. Od konce 14. století do konce 18. století byly velké části jižní Černé Hory pod vládou Benátské republiky a byly začleněny do Benátské Albánie. Název Černá Hora byl poprvé použit pro označení země na konci 15. století. Po pádu pod nadvládu Osmanské říše získala Černá Hora v roce 1696 pod vládou dynastie Petrovićů-Njegošů částečnou autonomii, nejprve jako teokracie a později jako světské knížectví. Nezávislost Černé Hory byla uznána velmocemi na Berlínském kongresu v roce 1878. V roce 1910 se země stala královstvím. Po první světové válce se království stalo součástí Jugoslávie. Po rozpadu Jugoslávie v 90. letech 20. století vyhlásily republiky Srbsko a Černá Hora společnou federaci. V červnu 2006 vyhlásila Černá Hora na základě referenda o nezávislosti nezávislost na Srbsku a Černé Hoře, čímž vznikly Černá Hora a Srbsko v dnešní podobě.
Černá Hora je unitární parlamentní republikou s prezidentem jako ceremoniální hlavou státu, zákonodárnou moc má jednokomorový parlament. Země má ekonomiku s vyššími středními příjmy  založenou převážně na službách, v indexu lidského rozvoje se umístila na 49. místě. Je členem Organizace spojených národů, Severoatlantické aliance, Světové obchodní organizace, Organizace pro bezpečnost a spolupráci v Evropě, Rady Evropy a Středoevropské zóny volného obchodu. Černá Hora je také zakládajícím členem Unie pro Středomoří a od roku 2012 je  v procesu vstupu do Evropské unie.

## Etymologie
Místní název Crna Gora, který česky znamená "černá hora", byl poprvé zmíněn v listině vydané Stefanem Milutinem a v 15. století začal označovat většinu současné Černé Hory.

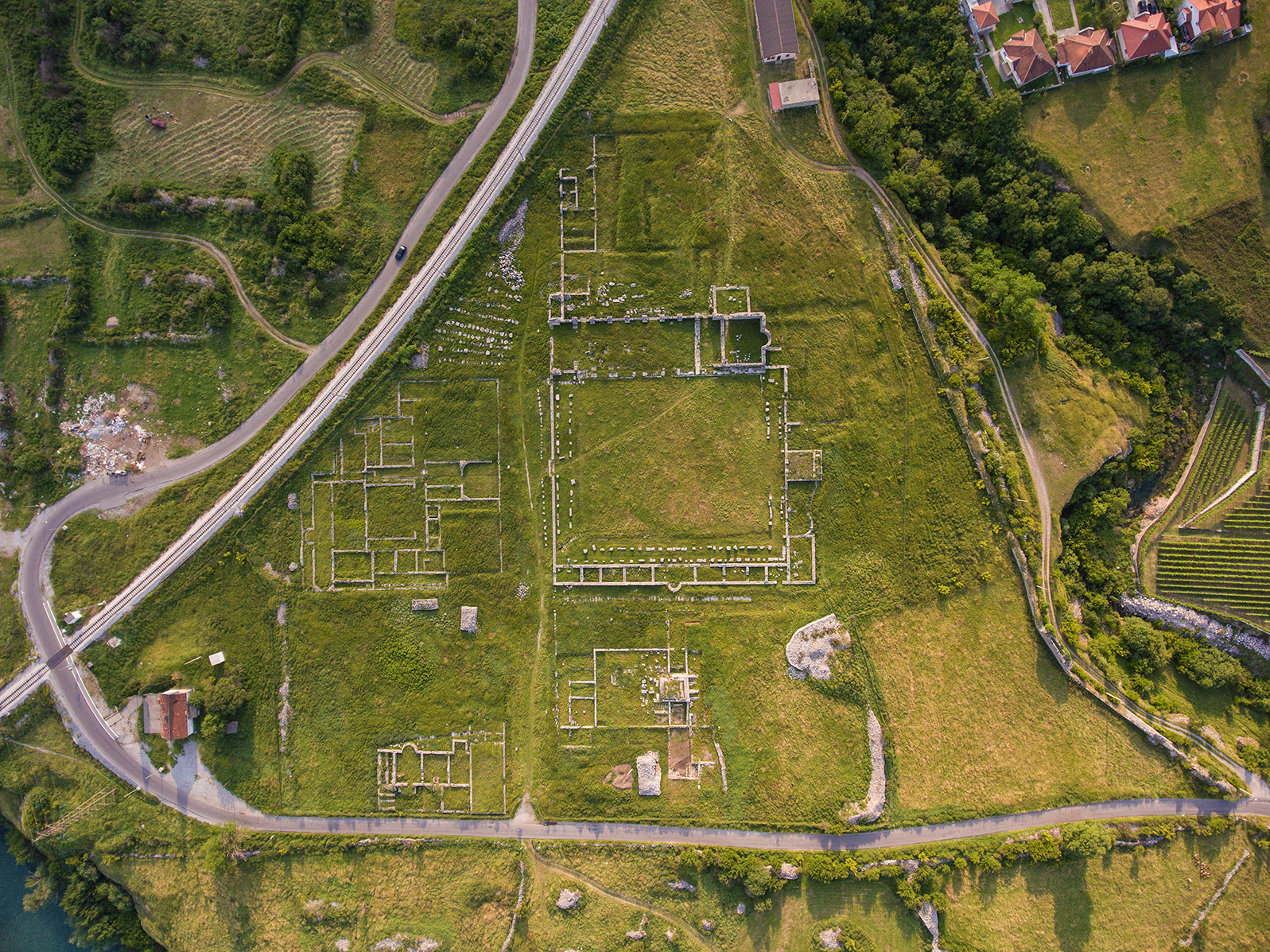
Zříceniny antického města Doclea

Dnešní Černá Hora byla pod tímto názvem stále více známá v historickém období po pádu Srbského despotátu, původně se jím označoval jen malý pruh země pod vládou kmene Paštrovićů, ale po převzetí moci v Horní Zetě šlechtickým rodem Crnojevićů se název nakonec začal používat pro širší hornatý region.  Zmíněný region se do 19. století začal nazývat Stara Crna Gora "Stará Černá Hora", aby se odlišil nezávislý region od sousedního, Osmanskou říší okupovaného černohorského území Brda "(Vysočina)". Do 20. století se rozloha Černé Hory několikrát zvětšila v důsledku válek proti Osmanské říši, kdy došlo k anexi Staré Hercegoviny a částí Metochie a jižní Rašky. Od té doby se její hranice změnily jen málo, ač ztratila Metochii ale naopak získala Boku Kotorskou.
Po druhém zasedání Antifašistické rady národního osvobození Jugoslávie  během druhé světové války v Jugoslávii byl 15. listopadu 1943 v rámci jugoslávské federace Zemaljsko antifašističko vijeće narodnog oslobođenja Crne Gore i Boke, ZAVNOCGB založen současný moderní stát Černá Hora jako Svazový stát Černá Hora (černohorsky: Савезна држава Црне Горе / Savezna država Crne Gore). Po válce se Černá Hora stala republikou pod názvem Lidová republika Černá Hora (černohorsky Народна Република Црна Гора / Narodna Republika Crna Gora) 29. listopadu 1945. V roce 1963 byla přejmenována na Socialistickou republiku Černá Hora (černohorsky: Социјалистичка Република Црна Гора / Socijalistička Republika Crna Gora). V souvislosti s rozpadem Jugoslávie byla socialistická republika 27. dubna 1992 v rámci Svazové republiky Jugoslávie přejmenována na Republiku Černá Hora (černohorsky Република Црна Гора / Republika Crna Gora), a to vypuštěním přídavného jména "socialistická" z názvu republiky. Od 22. října 2007, rok po vyhlášení nezávislosti, se název země začal používat jednoduše jako Černá Hora.

## Dějiny
V období raného středověku se na území dnešní Černé Hory nacházela tři knížectví: Duklja, které zhruba odpovídá jižní polovině, Travunia na západě a vlastní Rascia na severu. Ve 14. a 15. století vzniklo knížectví Zeta. Od konce 14. století do konce 18. století byly velké části jižní Černé Hory pod vládou Benátské republiky a byly začleněny do Benátské Albánie. Název Černá Hora byl poprvé použit pro označení země na konci 15. století. Poté, co se dostala pod nadvládu Osmanské říše, získala Černá Hora v roce 1696 pod vládou dynastie Petrovićů-Njegošů polosamostatnost, nejprve jako teokracie a později jako světské knížectví. Nezávislost Černé Hory byla uznána velmocemi na Berlínském kongresu v roce 1878. V roce 1910 se země stala královstvím. Po první světové válce se království stalo součástí Jugoslávie. Po rozpadu Jugoslávie vyhlásily republiky Srbsko a Černá Hora společně federaci. Po referendu o nezávislosti, které se konalo v květnu 2006, vyhlásila Černá Hora v červnu 2006 nezávislost a konfederace zanikla.

### Starověk

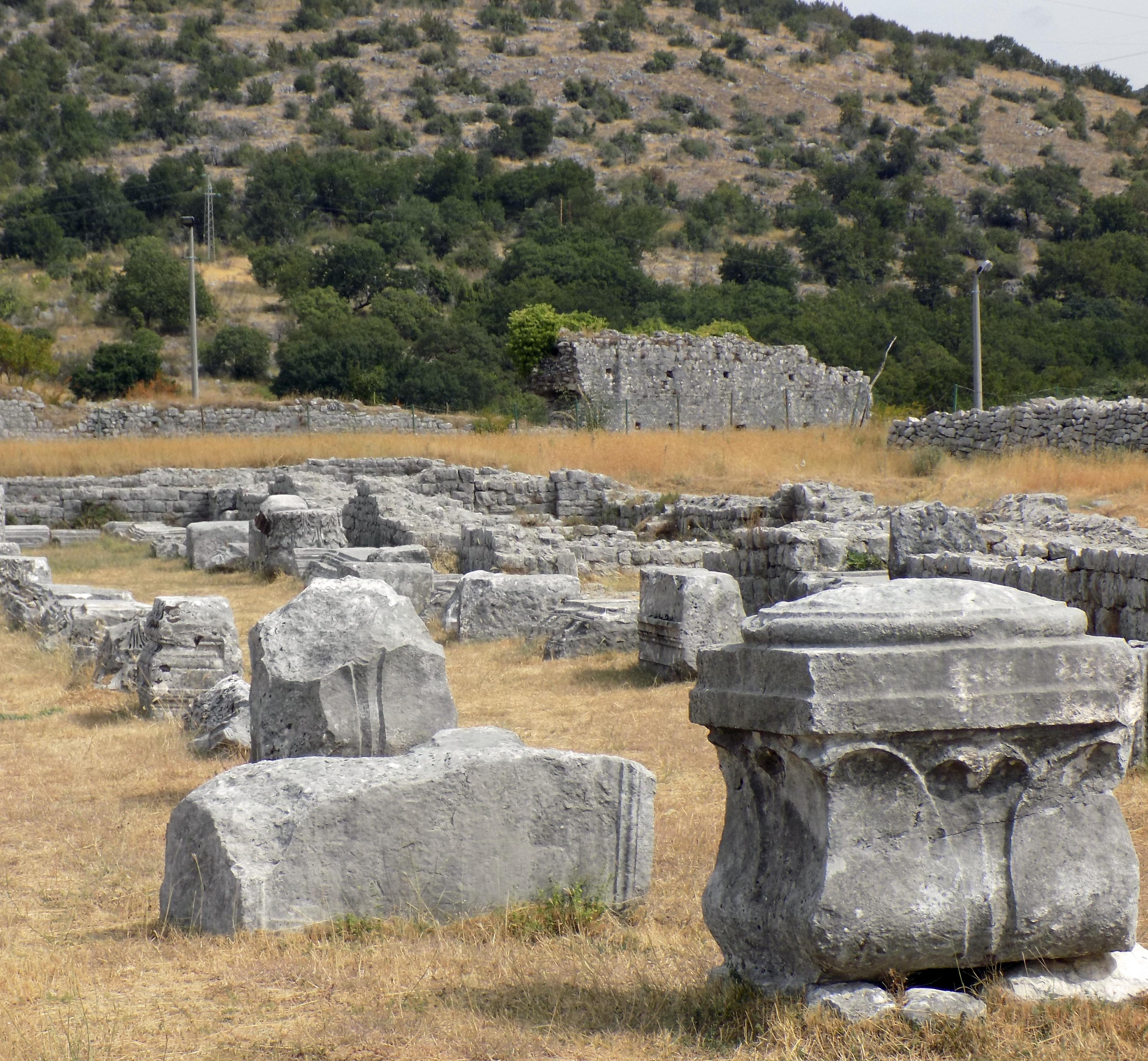
Ruiny města Doclea

Řecké kolonie byly na území dnešní Černé Hory založeny již v 7. století př. n. l. V 6. století př. n. l. bylo území osídleno Ilyry. Žili u břehu Skadarského jezera (tedy na jihu dnešního státu) jakožto nejjižnější ilyrský kmen, jež na jihu sousedil s nejsevernějšími kmeny řeckými. Ve 4. století př. n. l. se na tomto území usadili i Keltové (např. naleziště Lisjevo Polje). Ilyrové byli ale etnikem dominantním a ve 3. století př. n. l. ustavili a upevnili konečně stát: Ilyrské království. Zahrnoval nejen oblast Skadarského jezera, ale široký pobřežní pás na sever i na jih od něj. Jádro bylo ale stále kolem jezera, hlavním městem bylo Scutari (dnešní Skadar, jež leží na pobřeží jezera, ovšem již na jeho albánské, nikoli černohorské straně). Hlavními ilyrskými centry v Černé Hoře byly Doclea (blízko dnešní Podgorici), Buthoe (dnešní Budva), Meteon (Medun), Perast, Rhizon (Risan), Ulkinion (Ulcinj) nebo Acruvium (Kotor), kde se soustřeďovali ilyrští piráti.

Starořímské cesty v Černé Hoře

Ilyrové byli poraženi v letech 229–168 př. n. l. Římem v sérii válek (z velké části se snažili pacifikovat pirátství) a posléze zahrnuti do římské provincie Illyricum, později do provincie Dalmatia. Po rozdělení Říma na Západořímskou a Východořímskou říši roztínala hranice mezi těmito dvěma světy území dnešní Černé Hory vedví, většina ale přece jen přináležela k západu. Perifernost území ho předurčovala k tomu, aby v něm hledaly útočiště skupiny, které se snažily uniknout romanizaci. Jak západořímská moc upadala, trpěla oblast stále více nájezdy různých kočovníků a polokočovníků, zejména Gótů na konci 5. století a Avarů během 6. století. Tyto kmeny byly v 7. století vytlačeny Slovany, kteří se zde usadili trvale. Zbývající Ilyrové byli Slovany vytlačeni na jih, do dnešní Albánie. 

### Středověk

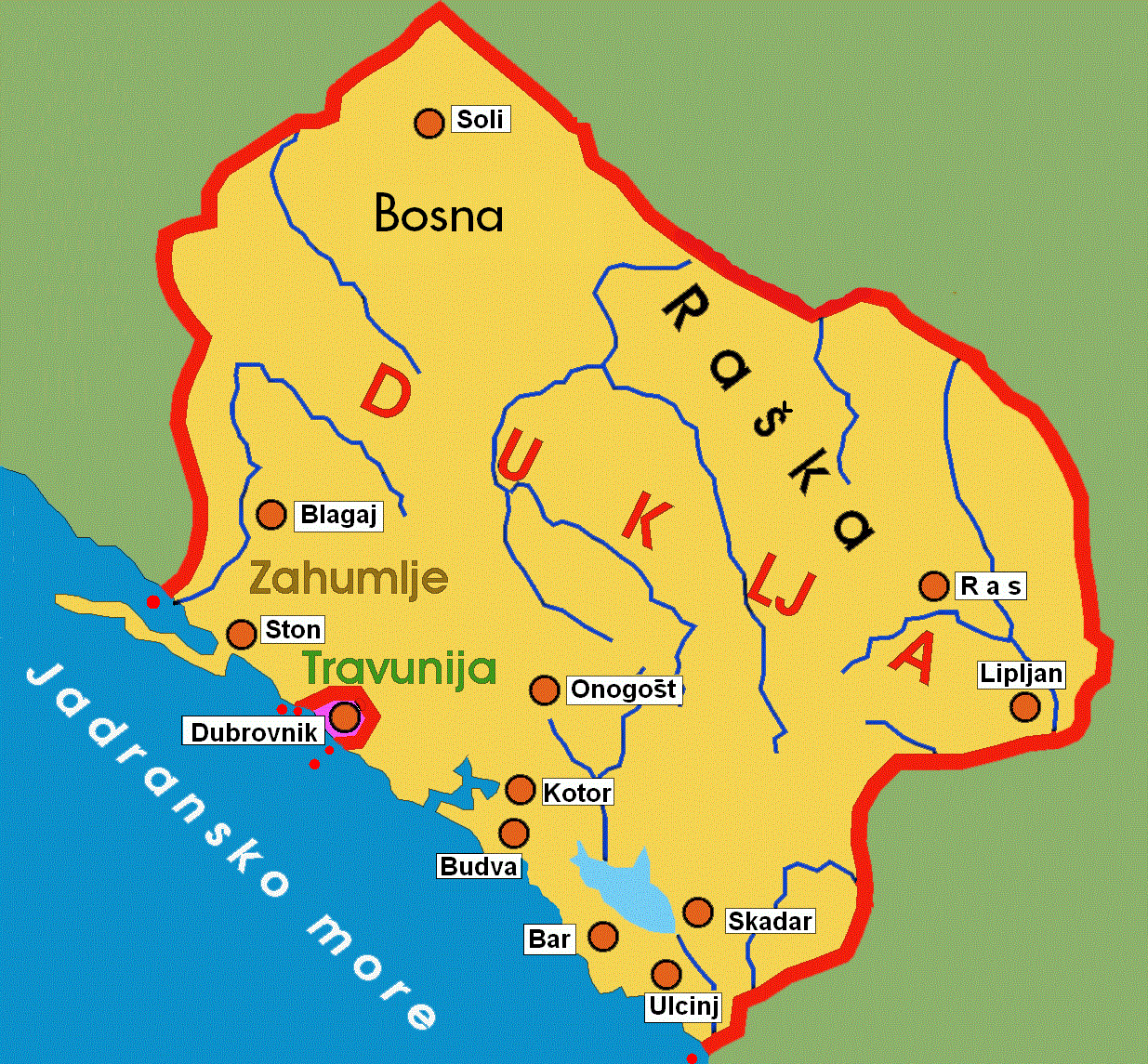
Hranice Dukljy za vlády Konstantina Bodina

Za první černohorský stát dnes Černohorci označují království Duklja, jež vzniklo v 9. století. Stalo se vazalem Byzantské říše, ale v roce 1040 za vlády Štěpána Vojislava se stalo nezávislým. Za vlády Michala Vojislava (1050–1081) a jeho syna Konstantina Bodina (1081–1101) dosáhla Duklja svého vrcholu. Pak ji ovládli Srbové. 
Dalším státním útvarem zhruba v hranicích dnešní Černé Hory bylo Knížectví Zeta. To zprvu také podléhalo Srbské říši, ale roku 1356 získalo samostatnost pod vládou dynastie Balšićů. Hlavním městem bylo Scutari. Od roku 1431 do roku 1498 vládla zemi dynastie Crnojevićů. Za jejich vlády byl prvně užit pojem Černá Hora pro označení země. V roce 1498 Zetu vyvrátili postupující Turci. V letech 1392–1797 některé strategické oblasti v Černé Hoře ovládala Benátská republika, příkladem je město Budva či záliv Boka Kotorska. Benátské panství na Jadranu je někdy nazýváno Benátská Albánie (Albania vèneta).
 

Turecké vítězství roku 1498 znamenalo jistou míru nadvlády Osmanské říše. Část obyvatel Zety se s tím ale nesmířila a uprchla do nepřístupných horských oblastí, kde založila nezávislý stát nazvaný Černá Hora. Izolace od okolního světa tak státeček sice ochránila před dobytím, na druhou stranu však brzdila jakýkoliv společenský a technický pokrok. Společnost byla rozdělená na klany. Klanové shromáždění (Zbor) se scházelo jednou ročně v Cetinje. Černohorci museli často odrážet útoky osmanských Turků, kteří ovšem Černou Horu nikdy zcela neovládli. Díky tomu také na rozdíl od okolí (Albánie, Bosna a Hercegovina) nepodlehli islamizaci. 

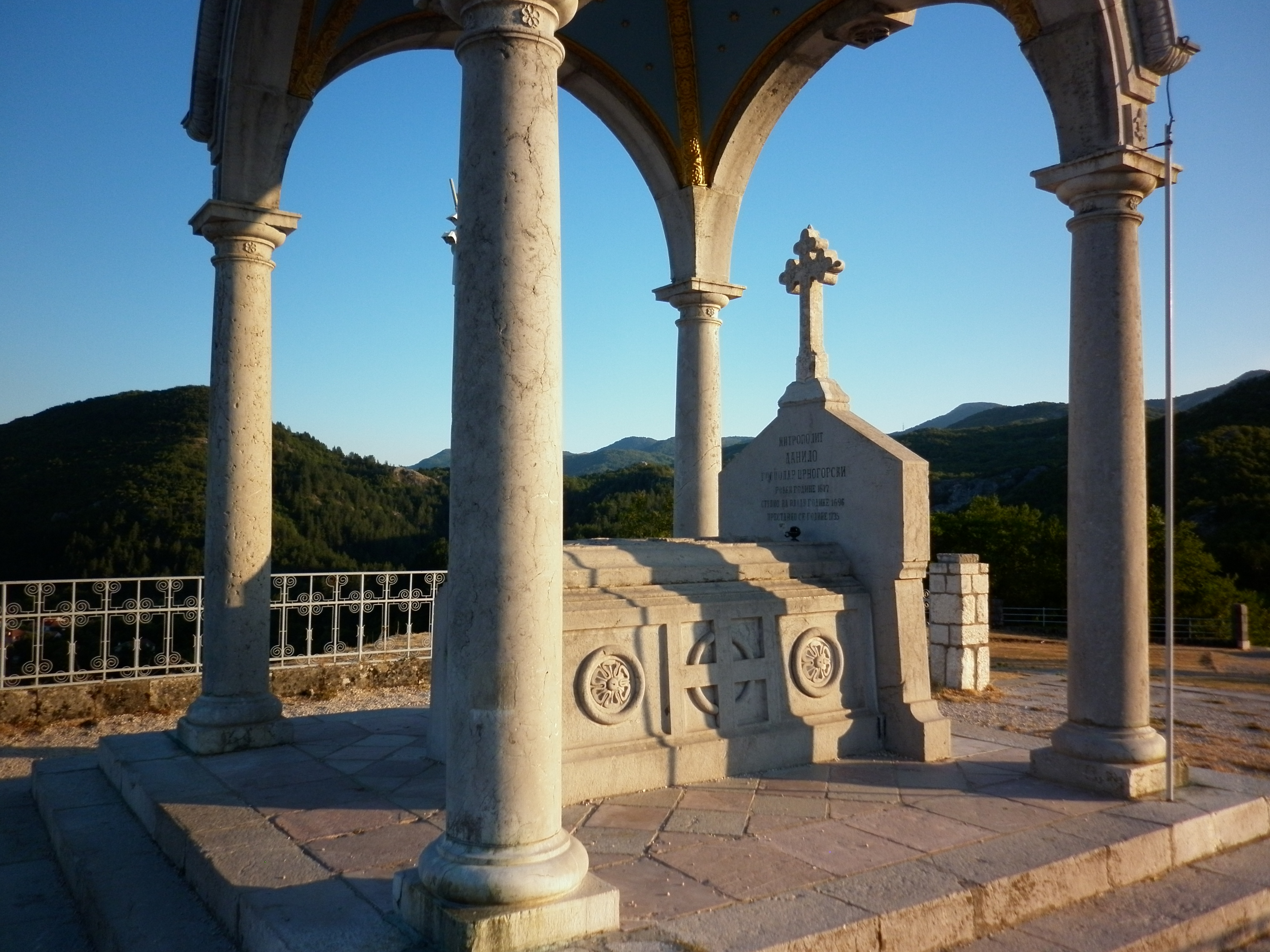
Hrob Danila I. v Cetinje

Roku 1516 vzniklo Černohorské knížecí biskupství, to když světský kníže Durad V. Crnojević odstoupil ve prospěch arcibiskupa Vavila, který přeorganizoval Černou Horu v teokratický stát pod nadvládou voleného knížete-biskupa (vladyky) z Cetinje.
V 17. století vydal osmanský sultán listinu, v níž – pod ruským tlakem – potvrdil suverenitu Černé Hory. Následně černohorský sněm zvolil vladykou Danila Ščepčeviče z rodu Petrovičů-Njegoš. Tato dynastie pak vládla v Černé Hoře až do roku 1918, její postavení ovšem bylo až do poloviny 19. století vratké a těžiště moci nadále spočívalo v rukou pravoslavných metropolitů v Cetinji. Někteří vladykové jako Petr I. Petrovič nebo jeho nástupce Petr II. Petrovič si však dokázali určitý vliv vybojovat a druhý z nich například začal vybírat daně.

### Monarchie

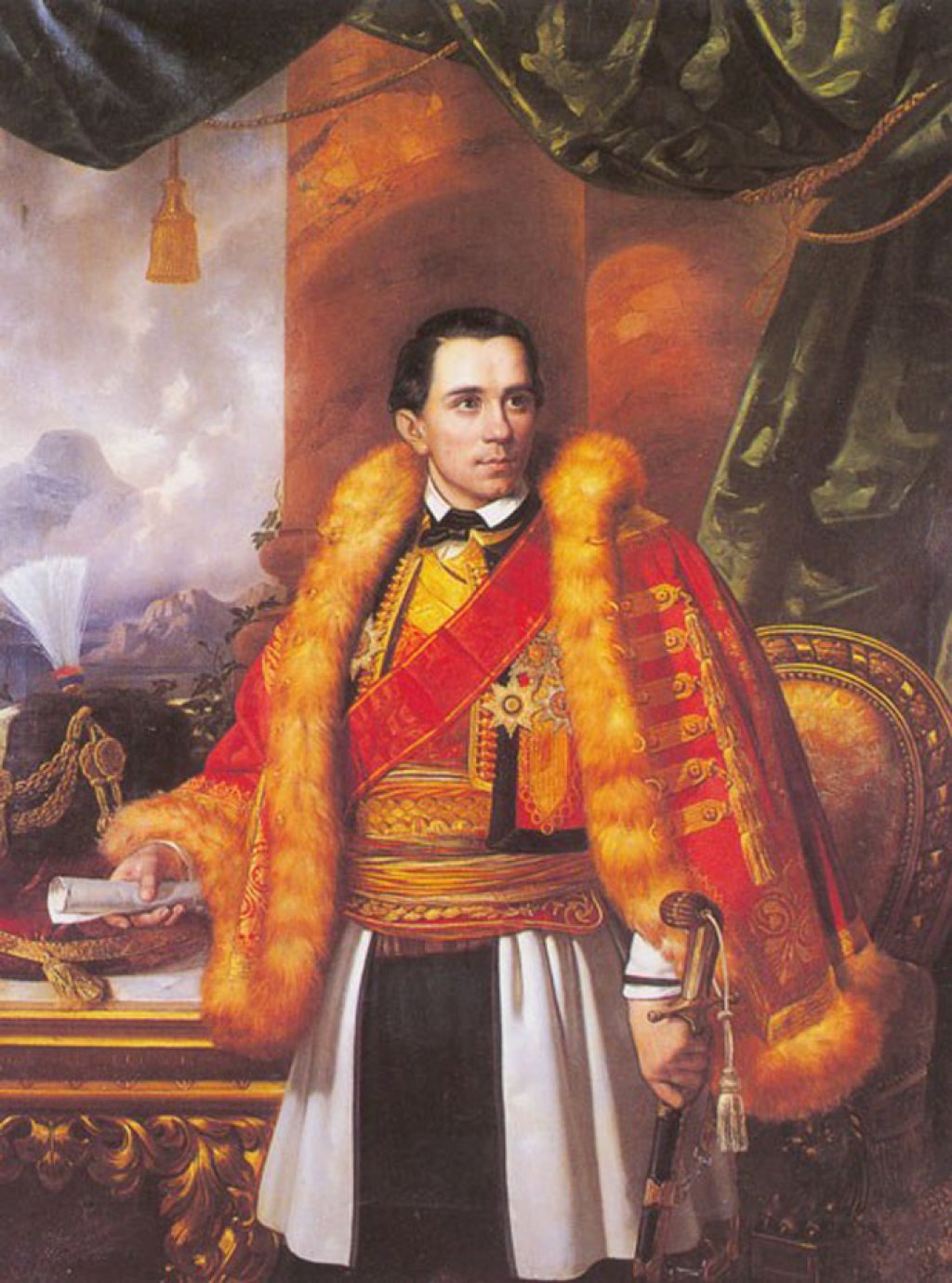
Danilo II.

Teprve roku 1852 se země formálně stala světským knížectvím pod vládou dynastie Petrović-Njegoš. Prvním knížetem Černohorského knížectví se stal Danilo II.
Po krymské válce (1853–1856) oslabila pozice Ruska a kníže Danilo II. byl nucen se znovu více podřídit Osmanům. To zároveň přimělo Francii začít se na Balkáně angažovat. Na jaře 1858 poslali Osmané do Černé Hory trestnou vojenskou výpravu za to, že Černohorci masivně podpořili povstání v Hercegovině. Černohorci však turecká vojska porazili v bitvě u Grahovce, i díky francouzské a ruské podpoře, a navzdory britské a rakouské pomoci Turkům.
Po smrti Danila II. (1860) nastoupil na trůn Nikola Petrovič, který se pokusil dohodnout protiosmanskou koalici se srbským knížetem Michalem Obrenovićem, který rovněž právě nastoupil na trůn. Osmané reagovali vojenskou výpravou, která pronikla až do blízkosti Cetinje, a Nikola musel požádat Rusy a Francouze o zprostředkování míru. Další krize nastala roku 1875, kdy vypuklo další povstání v Hercegovině. Kníže Nikola toho využil a zaslal do Istanbulu požadavek na uznání nezávislosti Černé Hory. Odpovědí byla jen další turecká vojenská výprava proti Černé Hoře (a též proti Srbsku), která ale skončila dalším černohorským vítězstvím, u Vučji Do roku 1876. I Rusové se tentokrát rozhodli vstoupit s Osmany do otevřené války, a ruská armáda pronikla roku 1878 až do San Stefana, jež leží jen kousek od Istanbulu. Tehdy Osmané zvolili raději potupný mír (tzv. Sanstefanský), jehož radikální podmínky nicméně záhy korigoval Berlínský kongres. Bylo ale jasné, že Turky čekají už jen ústupky. Ty také přišly a patřilo k nim i uznání plné nezávislosti Černé Hory. Zároveň Černá Hora rozšířila díky závěrům kongresu své území o okolní oblasti a získala i přístav Bar, tedy důležitý přístup k moři. 13. červenec, tedy den, kdy Berlínský kongres uznal černou Horu jako nezávislou zemi, je dnes černohorským státním svátkem, Dnem státnosti (Dan državnosti). 

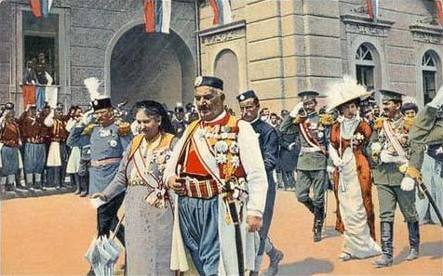
Ceremonie vyhlášení království roku 1910. V popředí král Nikola I. s manželkou Milenou Vukotićovou

Knížectví bylo roku 1910 povýšeno na království, králem se stal dosavadní kníže Nikola I., za jehož panování došlo v zemi k určité modernizaci. Během balkánských válek se Černá Hora rozrostla o další území na východě (velká část Sandžaku a Metochie), přístav Ulcinj a nakrátko ovládla i Skadar, který byl pak ale dán nově vzniklé Albánii. Účastnila se rovněž i první světové války spolu se Srbskem na straně Dohody. Nejprve dosáhla významných vítězství, zejména porážka pětkrát početně silnějších Rakušanů v bitvě u Mojkovce v lednu 1916 patří ke slavným černohorským vojenským kouskům. Avšak v lednu 1916 byla obsazena rakousko-uherskou armádou a černohorská vláda a král byli přinuceni uprchnout do exilu, do francouzského Bordeaux.
Jelikož černohorské obyvatelstvo bylo etnicky v podstatě srbské, usilovali představitelé Srbska o vtělení Černé Hory do jejich plánované jihoslovanské říše pod vedením srbského krále (Korfská deklarace z roku 1917).  Srbskem ustavená Podgorická skupština pak 26. listopadu 1918 vydala kontroverzní usnesení, jímž vyhlásila připojení Černé Hory k Srbsku, s nímž se poté stala součástí Království Srbů, Chorvatů a Slovinců, byť nadále existovala jako samostatná správní jednotka. Černá Hora se tak stala jedinou zemí na vítězné straně první světové války, která v důsledku přišla o nezávislost. Pokus zachránit ji tzv. vánočním povstáním pod vedením Krsto Zrnova Popoviće v roce 1919 ztroskotal.

### Černá Hora v Jugoslávii
Od roku 1922 byla většina území původního Černohorského království spojena s Bokou Kotorskou do nově zřízené Zetské oblasti, zatímco menší severní část bývalého království (přibližně území moderních měst Pljevlja a Bijelo Polje) byl začleněn do nově zřízené Užické oblasti. Radikální administrativní reformou roku 1929 přestaly hranice původního království zcela existovat a celé území moderní Černé Hory bylo spolu s územím někdejší Republiky Dubrovník, Hercegovinou, jihozápadem dnešního Srbska a severem dnešního Kosova začleněno do Zetské bánoviny, zatímco cíp původního Černohorského království, v okolí dnes kosovského města Peć, byl začleněn do Vardarské bánoviny. Tento stav vydržel až do roku 1941, kdy byla Jugoslávie obsazena jednotkami nacistického Německa a Mussoliniho Itálie a fakticky přestala existovat.

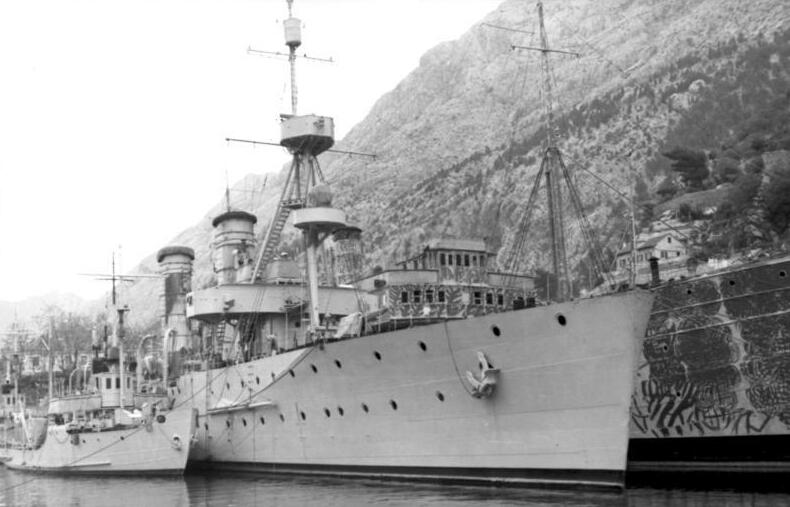
Ukořistěné lodě původně jugoslávského královského námořnictva v Boce Kotorské, 1941

V letech 1941–1944 bylo Černohorské království obnoveno jako loutkový stát Mussoliniho Itálie. Součástí státu se stala většina území moderní Černé Hory včetně okrajového území jihozápadního Srbska (Prijepolje a Sjenica), naopak k němu nenáležela Boka Kotorska (připojená k Itálii a později k Ustašovskému Chorvatsku) a okrajové jihovýchodní oblasti, připojené k Velké Albánii (rovněž ovládané Itálií).
Formální vláda byla nabídnuta princi Michalovi, tehdejší hlavě sesazené černohorské dynastie a synovci italského krále Viktora Emanuela III., ale odmítl, i za cenu toho, že byl následně uvězněn.

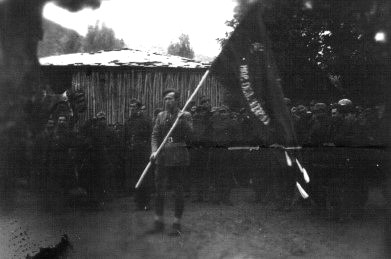
Svetozar Vukmanović roku 1943

Černohorci brzy zorganizovali protifašistický odboj a jejich povstání z července 1941 je někdy nazýváno prvním povstáním v nacisty okupované Evropě. Odbojáři nasadili do boje 32 000 mužů, povstání pak potlačilo 67 000 italských vojáků povolaných z Albánie. Odboj se následně rozpadl na dvě skupiny, jedna se připojila k Titovým komunistickým partyzánům (k takovým patřili Arso Jovanović, Sava Kovačević, Svetozar Vukmanović, Milovan Djilas, Peko Dapčević nebo Veljko Vlahović). Druhá část odboje, monarchistická, se připojila k četnikům a bojovala nakonec hlavně proti komunistům, a to i po boku Italů. Po kapitulaci Itálie v roce 1943 titovští partyzáni na chvíli Černou Horu ovládli, ale byli vytlačeni Němci. Nakonec Černou Horu rudí partyzáni definitivně osvobodili v prosinci 1944. Silná antifašistická černohorská tradice ovlivnila i politický vývoj po roce 1992 a ovlivňuje černohorskou politiku dodnes.
Po druhé světové válce se Černá Hora jako Lidová republika Černá Hora (od roku 1963 Socialistická republika Černá Hora) stala jednou z republik Socialistické federativní republiky Jugoslávie (SFRJ). Součástí černohorské republiky se stalo téměř celé území původního Černohorského království, existujícího před sloučením se Srbským královstvím, a Boka Kotorska, která součástí původního království nikdy nebyla. Části původního království se však v rámci Jugoslávie staly součástí obnoveného Srbska: jedná se například o město Brodarevo a Albánci osídlené širší okolí města Peć (města Pejë/Peć, Gjakovë/Đakovica, Deçan/Dečani, Burim/Istok), které se stalo v rámci Srbska součástí Kosova.

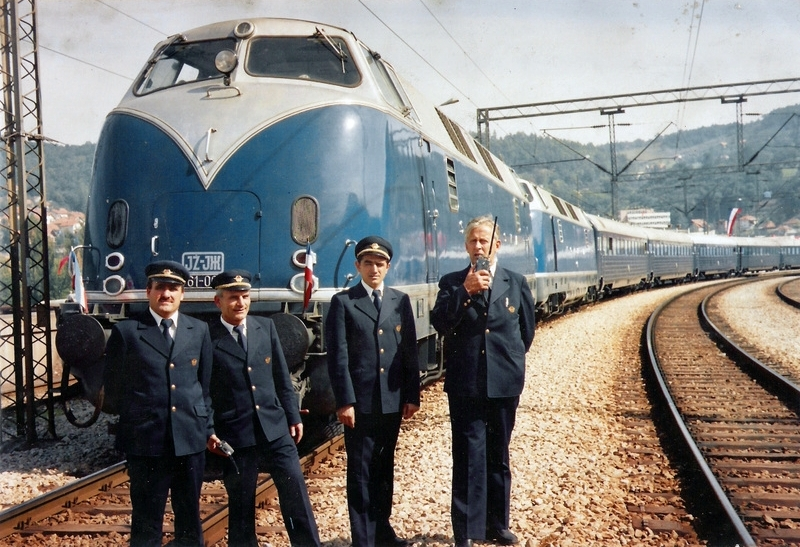
Otevření železniční tratě Bělehrad–Bar v roce 1976

Došlo také k přesunu hlavního města z historického horského městečka Cetinje do větší a dopravně výhodněji položené Podgorice, která byla na počest jugoslávského partyzánského hrdiny a vůdce Tita přejmenována na Titograd (toto jméno metropoli vydrželo až do roku 1992). Zároveň došlo k velkolepé přestavbě města v duchu socialismu. Po ústavní reformě z roku 1974 získala Černá Hora v rámci federace značnou autonomii. Ve stejném roce byla založena Univerzita Černohorská. Roku 1976 byla zkompletována železniční trať Bělehrad–Bar, nová páteřní jugoslávská trať vedoucí ze srbského vnitrozemí nejkratší cestou k moři. Pro Černou Horu se dodnes jedná o klíčovou železnici, propojující severovýchod země (oblast Bijelo Polje) přes metropoli Podgoricu s jaderským přístavem Bar.

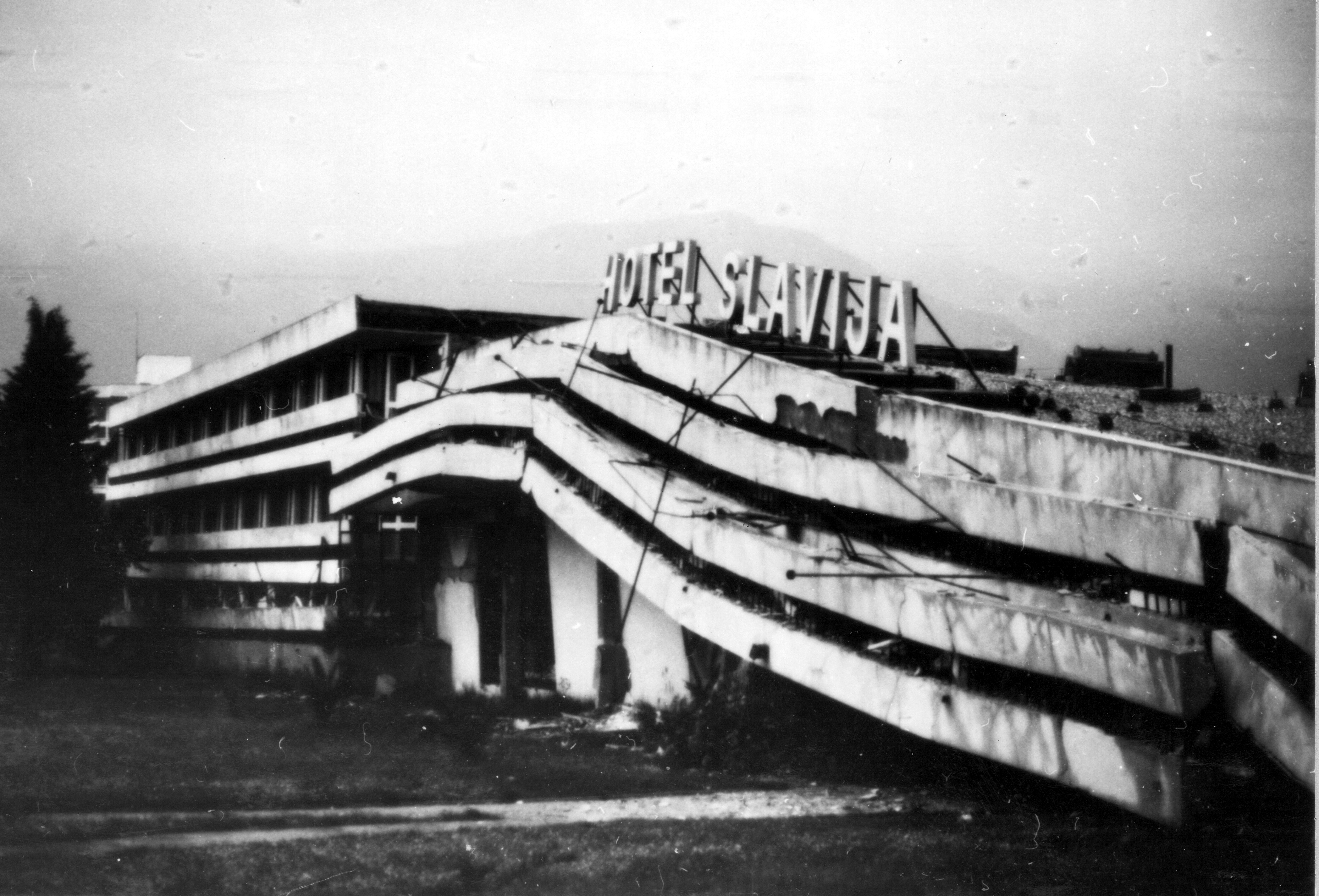
Následky zemětřesení roku 1979 ve městě Budva

Roku 1979 zasáhlo Černou Horu dosud největší zemětřesení v její historii. Těžce bylo poničeno historické město Budva, kde z celkem čtyř set historických domů zůstalo otřesy nenarušených pouze osm. Téměř celé staré město v Ulcinji bylo srovnáno se zemí. Z okolo 450 vesnic a vesniček v okolí jižní části pobřeží nezůstalo vůbec nic. Celkem bylo poškozeno na 52 tisíc domů a přes tisíc kulturních památek, uměleckých sbírek a děl. Zahynulo okolo 100 lidí, 100 tisíc jich zůstalo bez přístřeší. Škoda byla vyčíslena na 57 miliard dinárů, jugoslávský stát kvůli tomu zavedl speciální daň 1 % z příjmu každého občana. Ta byla vybírána až do roku 1989. Zdrojem zemětřesení byl podmořský zlom, který se táhne od ústí Boky Kotorské až po ústí řeky Bojany do Jaderského moře.
Jako chudší ze zemí jugoslávské federace dostávala Černá Hora mnoho investičních prostředků od bohatších členů; to však skončilo s koncem 80. let a rozpadem SFRJ v roce 1992, jejíž zbytek se přejmenoval na Svazovou republiku Jugoslávie. Černá Hora se však od Jugoslávie (resp. Srbska) na rozdíl od ostatních neodtrhla a zůstala jí věrná. Černohorci odtržení odmítli jasnou většinou v referendu roku 1992, byť mnozí aktivisté kritizovali nedemokratické podmínky, které ho provázely. Černá Hora se ani nezapletla ve větší míře do jugoslávské války. Pro svou státní jednotu s Miloševićovým Srbskem ale musela nést jeho břímě, jako například embargo, bombardování silami NATO a ekonomickou krizi, což ještě více snížilo již tak nízkou životní úroveň a dále zvyšovalo nespokojenost Černohorců s unií se Srby.
V reakci na nestabilitu jugoslávského dináru se Černá Hora rozhodla už roku 1999 zavést jako alternativní platidlo německou marku, a roku 2000 od používání dináru upustila zcela. V roce 2002, kdy byla marka zcela nahrazena eurem, se tak euro stalo faktickou měnou i v Černé Hoře, přestože ta oficiálně není členem Evropské měnové unie a používá euro jednostranně jako substituční měnu (stejně jako sousední Kosovo).

### Rozpad Jugoslávie a obnova suverenity

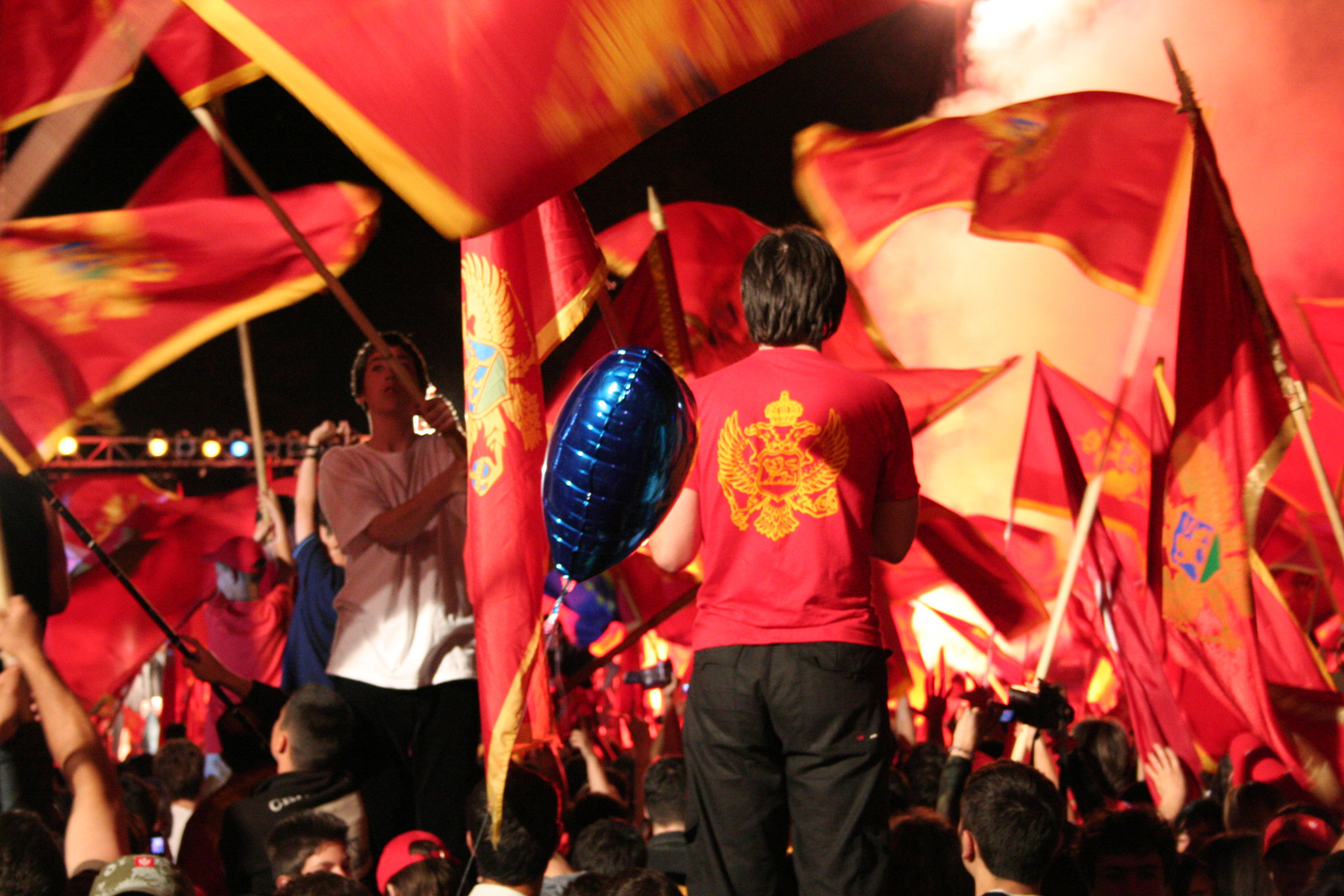
Referendum o nezávislosti Černé Hory: oslavy v Cetinje

Roku 2003 získala Černá Hora ještě vyšší autonomii transformací Svazové republiky Jugoslávie ve státní společenství Srbsko a Černá Hora. Dne 21. května 2006 pak v zemi proběhlo referendum o dalším setrvání v unii se Srbskem, ve kterém se 55,4 % voličů vyslovilo pro samostatnost země.
Dne 3. června 2006 ve 20.34 hod. parlament Černé Hory na svém mimořádném zasedání ratifikoval výsledky referenda a přijal Usnesení o vyhlášení nezávislosti Republiky Černá Hora a Deklaraci nezávislé Republiky Černá Hora. Jednalo se tak o formální vyhlášení nezávislosti podle mezinárodního práva. 

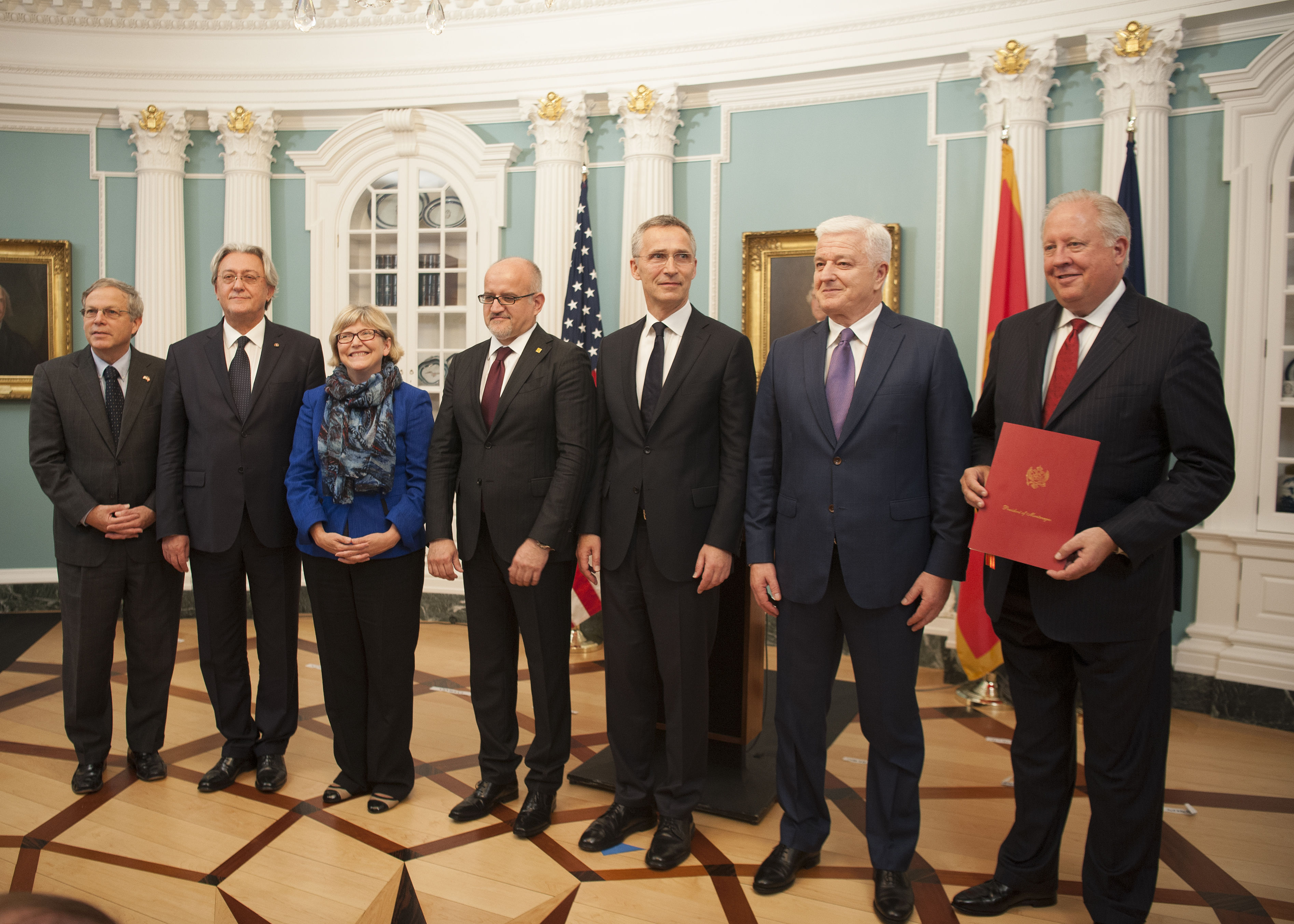
Slavnostní přijetí Černé Hory do NATO. Druhý zprava premiér Duško Marković, třetí zprava generální tajemník NATO Jens Stoltenberg.

Dne 28. června 2006 se Černá Hora stala 192. členem Organizace spojených národů. Od roku 2007 je Černá Hora součástí Středoevropské zóny volného obchodu.
Premiér Milo Đukanović 15. prosince 2008 během návštěvy Paříže oznámil, že země formálně požádala o přijetí do Evropské unie. 17. prosince 2010 Rada Evropské unie oficiálně udělila Černé Hoře status kandidátské země. Přístupové rozhovory probíhají od roku 2012.
Již od získání samostatnosti se Černá Hora účastnila programu Severoatlantické aliance (NATO) Partnerství pro mír a postupně pracovala na sbližování se s aliancí. V roce 2014 vyjádřil premiér přání stát se členem NATO, což podpořili i představitelé Slovinska a Chorvatska. Formální pozvánku ke vstupu vydala aliance 2. prosince 2015. Členem NATO se Černá Hora stala 5. června 2017.
Roku 2016 byl odhalen a zmařen chystaný proruský puč, který měl zabránit zejména vstupu do NATO. Puč byl řízen z Bělehradu, ale jistou roli v něm hrála i ruská firma sídlící v Praze.

## Státní symboly
Státní symboly Černé Hory byly ustanoveny po uznání nezávislosti dne 3. června 2006. V rámci Jugoslávie a soustátí Srbska a Černé Hory měla Černá Hora jiné symboly.

### Vlajka
Černohorská vlajka je tvořena červeným listem o poměru stran 1:2 se zlatým úplným lemováním o šířce 1/20 šířky vlajky. Ve středu vlajky je umístěn státní znak, jehož výška je rovna 2/3 šířky vlajky.

### Znak
Černohorský státní znak je tvořen zlatým, rozkřídleným, orlem se zlatou zbrojí a červeným jazykem, držícím v pravém pařátu zlaté žezlo, v levém pak zlatem okované modré říšské jablko se zlatým křížkem. Nad hlavami je umístěna královská koruna. Orel nese na hrudi modrý, zlatě lemovaný prsní štítek se zlatým kráčejícím lvem na zelené patě.

### Hymna
Černohorská hymna je píseň Oj, svijetla majska zoro (česky Ó, jasné květnové svítání). Původně lidovou píseň, existující v mnoha verzích, otextoval Sekula Drljević, bývalý fašistický prezident z období 2. světové války.

## Geografie

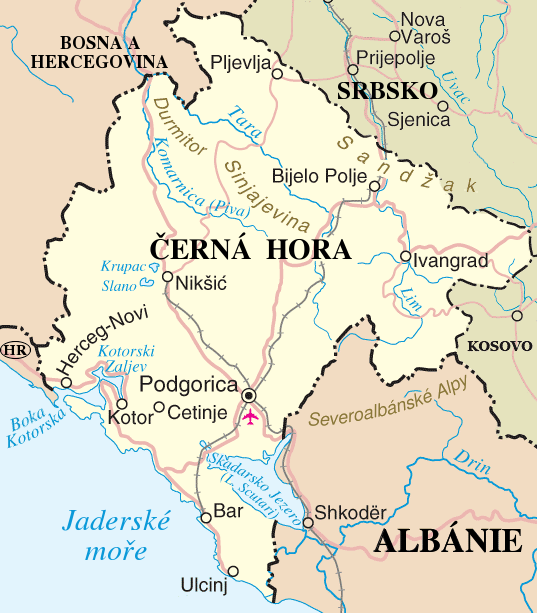
Černá Hora

Černá Hora leží na Balkánském poloostrově mezi 41°52' a 43°42' severní šířky a 18°26' a 20°21' východní délky. Sousedí s Chorvatskem, Bosnou a Hercegovinou, Srbskem, Kosovem a Albánií, a z jihozápadu ji omývá Jaderské moře. Rozlohou 13 812 m² se řadí mezi nejmenší evropské státy, které nejsou ministáty (podle některých definic ovšem mezi ministáty patří pro svůj nízký počet obyvatel).

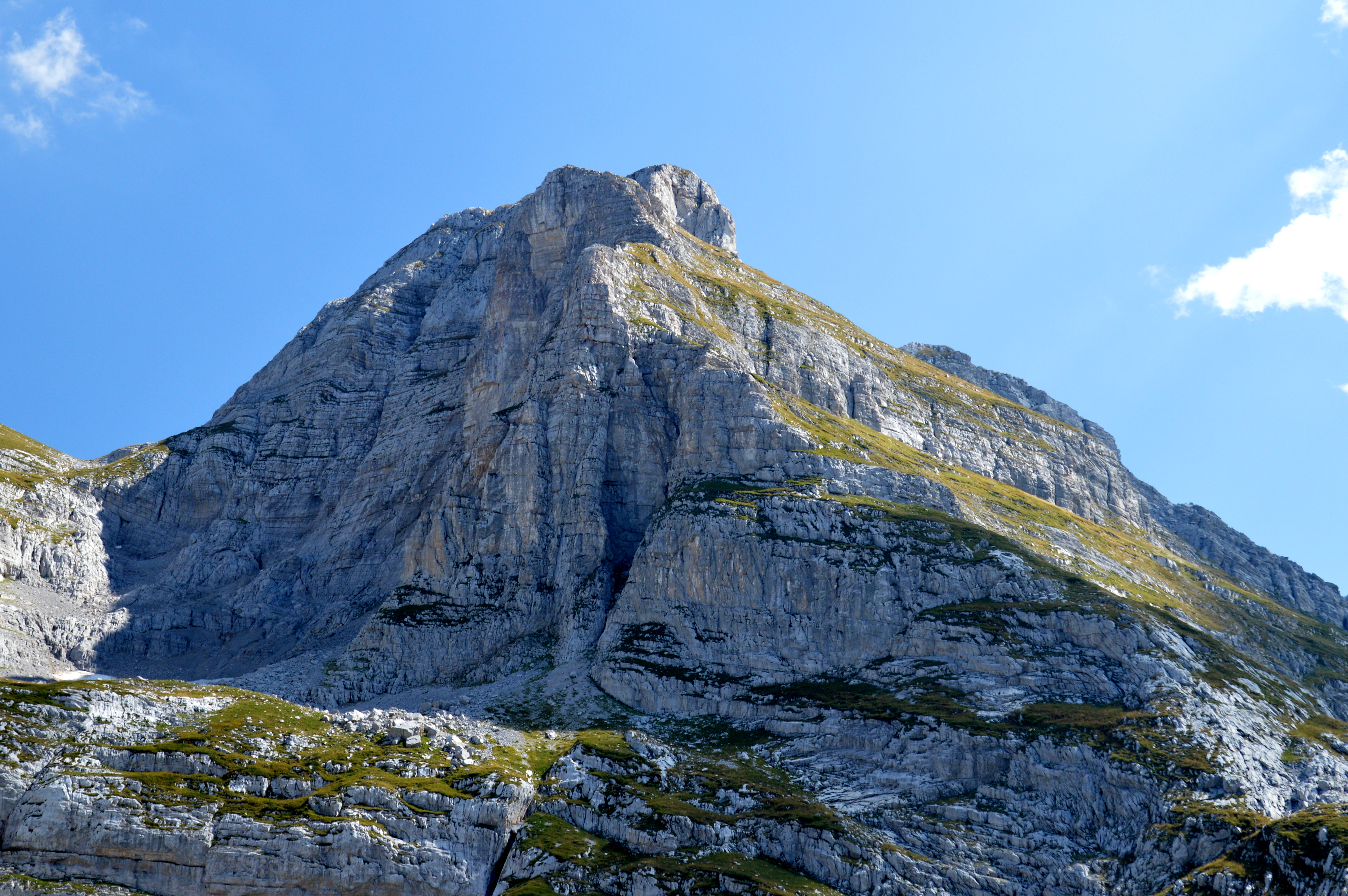
Zla Kolata

Území Černé Hory je velmi hornaté (asi 95 % povrchu), horopisně náleží celé k Dinárským horám. Nejvyšší vrcholky přesahují nadmořskou výšku 2500 m – Zla Kolata (2535 m), Dobra Kolata (2525 m) a Rosni vrh (2525 m) v pohoří Prokletije na hranici s Albánií, a Bobotov kuk (2523 m) v pohoří Durmitor na severu. Stovka dalších vrcholů přesahuje výšku 2000 m. Dalšími černohorskými pohořími jsou Sinjajevina ve střední části země, navazující na Durmitor a tvořená spíše soustavou náhorních plošin, a dále v západní části země u hranic s Bosnou a Hercegovinou masivy Ljubišnja, Pivska Planina, Volujak, Bioć, Maglić a Golija. Při pobřeží se nachází pohoří Lovćen.

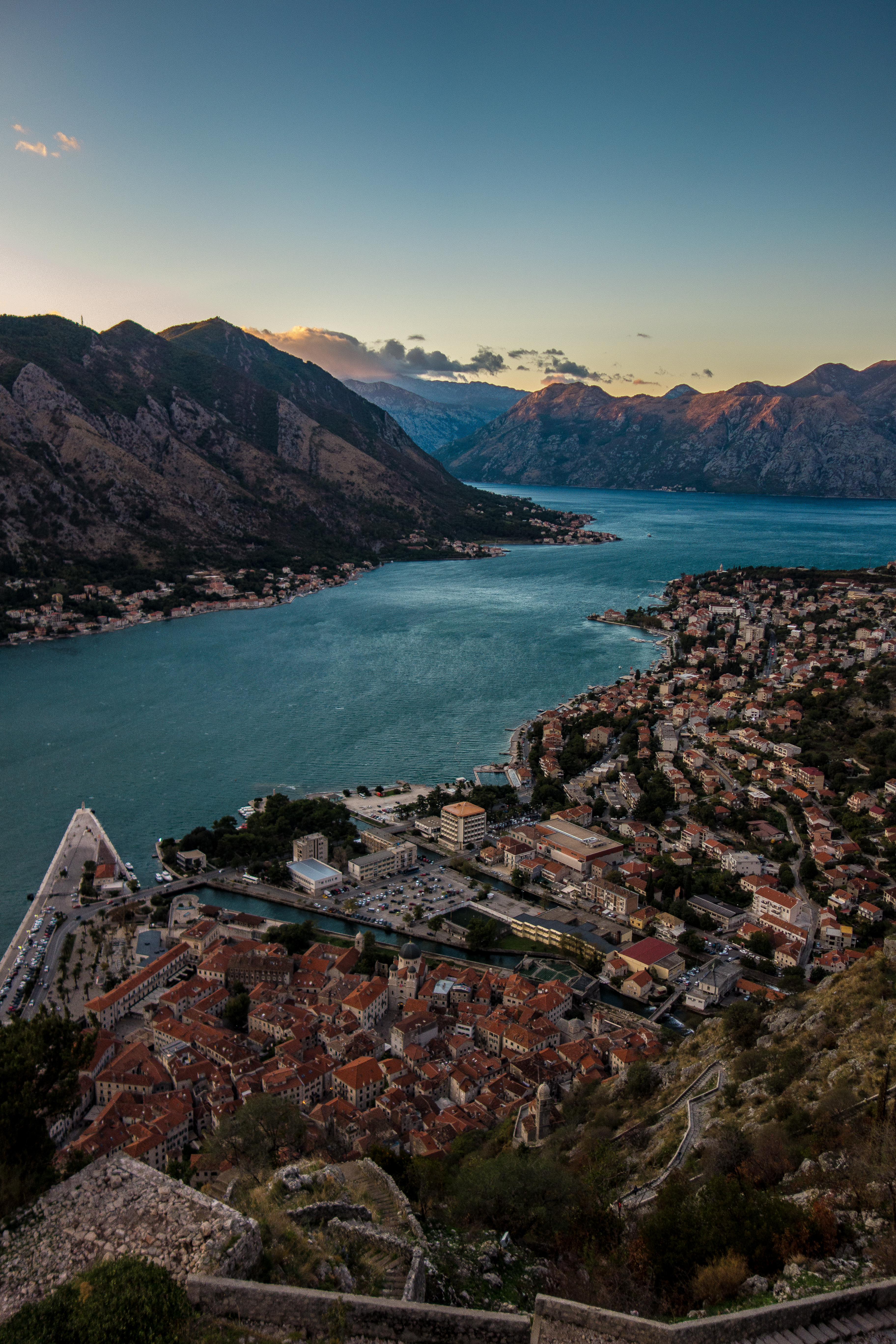
Záliv Boka Kotorska

Základním stavebním kamenem celého horského systému je vápenec a dolomit, na mnoha místech silně zkrasovatělý, takže lze v Černé Hoře nalézt mnoho jeskyní, ponorných řek, poljí a dalších krasových jevů. Nejhlubší jeskyně je tzv. Iron Deep (1169 m), aktuálně zmapovaná délka je více než 3000 m. Horské oblasti trpí nedostatkem vody, protože potoky se často ztrácejí v propustném podloží.
Rozsáhlejší nížiny se vyskytují pouze severně od Skadarského jezera (okolo Podgorice) a v nejjižnějším cípu země kolem řeky Bojany. Pobřeží moře je vesměs hornaté a členité, u hranic s Chorvatskem je hluboký záliv Boka Kotorská.

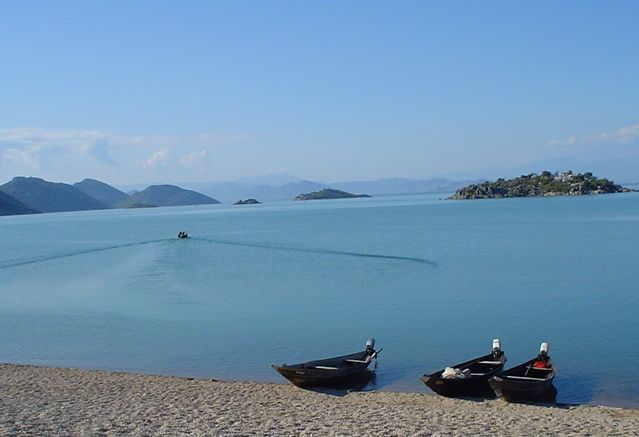
Skadarské jezero

Hydrologicky je Černá Hora zhruba rozpůlena mezi dvě úmoří. Jih, západ a střed má odtok do Jaderského moře, a to zejména řekou Moračou (s přítokem Zetou), která ústí do Skadarského jezera, z nějž odtéká krátká řeka Bojana do moře. Sever a východ země náleží do povodí Dunaje a tedy úmoří Černého moře, a to prostřednictvím řek Piva, Tara, Čehotina, Lim (přítoky Driny) a Ibar (přítok Moravy).
Kromě velkého Skadarského jezera, pokrývajícího nezanedbatelnou část státního území u hranice s Albánií, stojí za zmínku ještě jezera Krupačko a Liverovići u Nikšiće, Crno jezero v Durmitoru, Biogradsko jezero v Bjelasici a Plavské jezero na úpatí masívu Prokletije.
Černá Hora leží v subtropickém podnebném pásu středozemního typu. Klimaticky se dělí na dvě podnebné oblasti. V přímořské části je středozemní podnebí s teplým a suchým létem a mírnou deštivou zimou. Průměrná teplota vzduchu je v lednu 8 °C a v červenci 27 °C. Ve vnitrozemí je podnebí mírně kontinentální, v lednu je průměrná teplota -3 °C, v červenci 18 °C. Na pobřeží spadne průměrně 1400 mm vody ročně. Vyšší srážky jsou obvyklé na jaře a na podzim. Extrémně vysoké srážky zachycuje specifická morfologie Boky Kotorské (1000 m vysoká horská hradba stoupající od pobřeží), kde ročně spadne i přes 5000 mm (Crkvice), což z ní činí nejdeštivější místo Evropy.
Celá země patří k seismicky aktivním místům s častými otřesy půdy. V roce 1968 postihlo Černou Horu zemětřesení, při kterém byla mj. zasažena města Bar, Petrovac a Ulcinj, a ještě větší roku 1979 s epicentrem pod masivem Lovćenu, kdy byla poničena většina měst a obcí na jadranském pobřeží.

### Ochrana životního prostředí

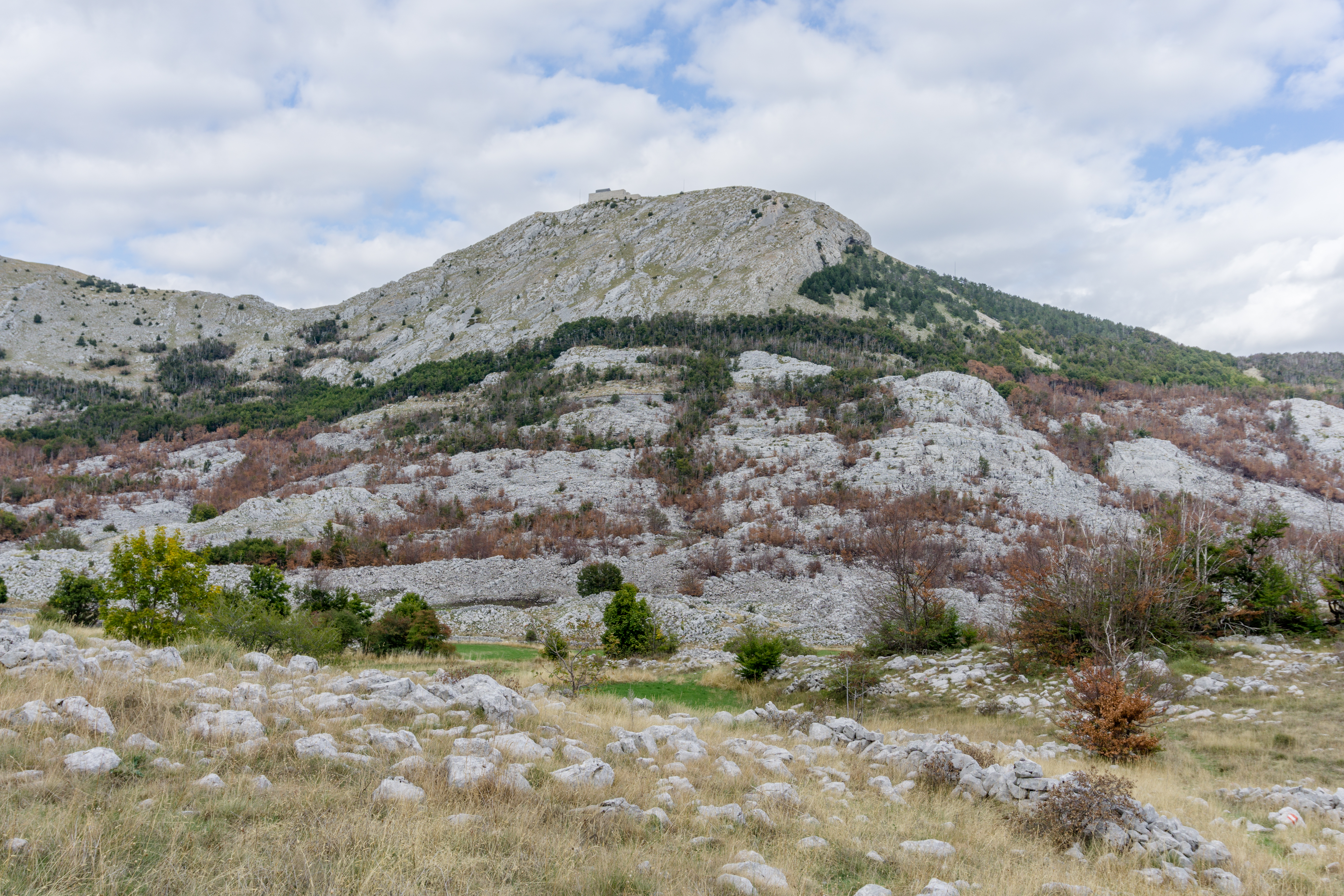
Národní park Lovčen

Černohorský parlament v roce 1991 schválili deklaraci o ekologickém státu, aby se země stala "prvním ekologickým státem na světě". Mělo vést k důraznější ochraně přírody. Zřízeno za tím účelem bylo pět národních parků: Lovćen (považovaný za prapůvodní Černou Horu), Biogradska Gora, Skadarské jezero, Durmitor a Prokletije. Celkově Černá Hora chrání 9 procent svého území. 
Na rozdíl od většiny jiných zemí, turisté mohou navštívit i přísně chráněná území a ve většině z nich je povolen pohyb mimo značené stezky a mnohdy i volné táboření. I přes tuto deklaraci má Černá Hora stále velké environmentální problémy, například s ukládáním nebezpečného odpadu.

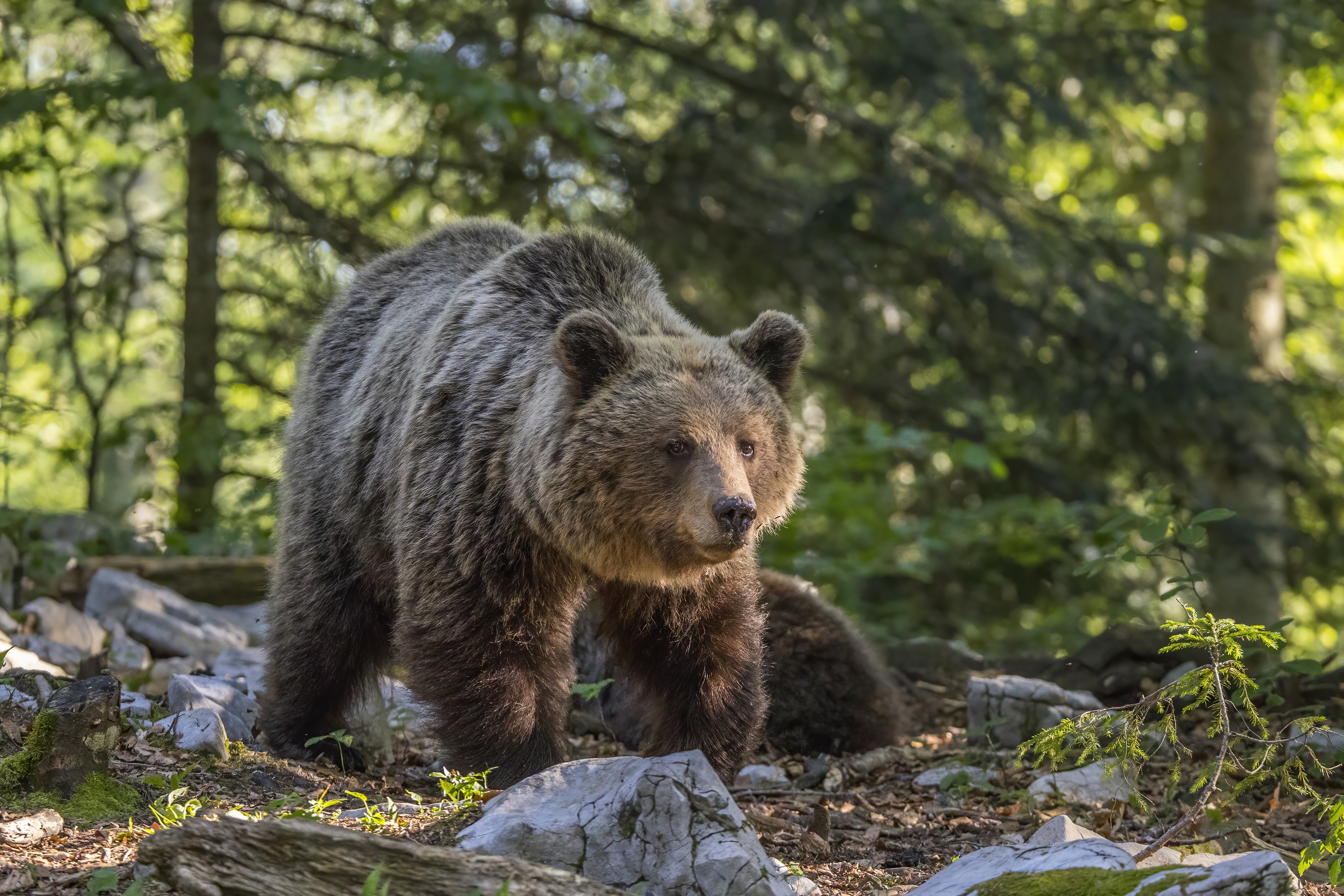
Medvěd brtník

K největším symbolům černohorské přírody patří medvěd brtník (Ursus arctos arctos). Okolo 130 těchto dvoumetrákových medvědů žije na severu země, zejména v národním parku Biogradska Gora. Další takovou šelmou je kriticky ohrožený rys balkánský (Lynx lynx balcanicus) nebo šakal obecný. Z ostatních savců především jelen evropský a kamzík horský.
Navzdory nevelké rozloze vykazuje Černá Hora vysokou úroveň biodiverzity. Dokonce se může pochlubit největším množstvím živočišných a rostlinných druhů na kilometr čtvereční v Evropě. V praxi to znamená přes 1200 druhů sladkovodních řas, 300 druhů mořských řas, 589 druhů mechů, 7000–8000 druhů cévnatých rostlin, 2000 druhů hub, 16 000–20 000 druhů hmyzu, 407 druhů mořských ryb, 56 druhů plazů, 333 druhů pravidelně se vracejících ptáků a vysoká je druhová rozmanitost i savců. Námořní zóna Černé Hory sahá 22,26 km od pobřeží, pokrývá 2 504,8 kilometrů čtverečních a dosahuje maximální hloubky 1233 metrů, proto je domovem rozsáhlé populace mořských řas. 54 % území je pokryto lesy, přičemž původní lesy pokrývají 45 % území. Podle odborníků biologická rozmanitost Černé Hory přispívá k udržení stability vodonosné vrstvy, úrodnosti půdy, ochraně před erozí a brání sesuvům půdy a záplavám. 
Biologové rozdělili území do tří suchozemských ekoregionů: balkánský smíšený les, smíšené lesy Dinárských hor a ilyrský listnatý les.

## Politika

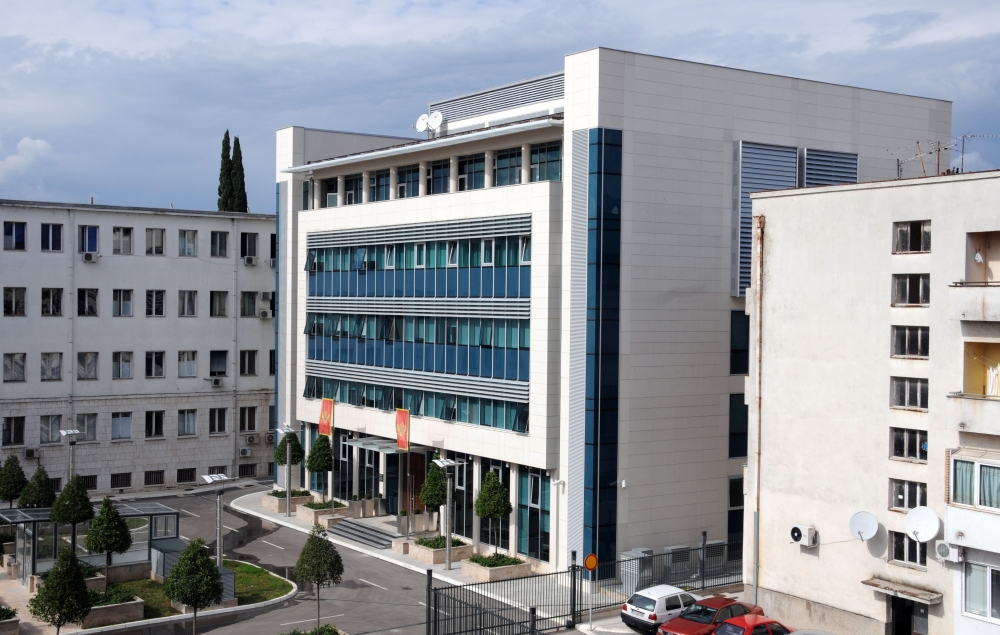
Sídlo vlády

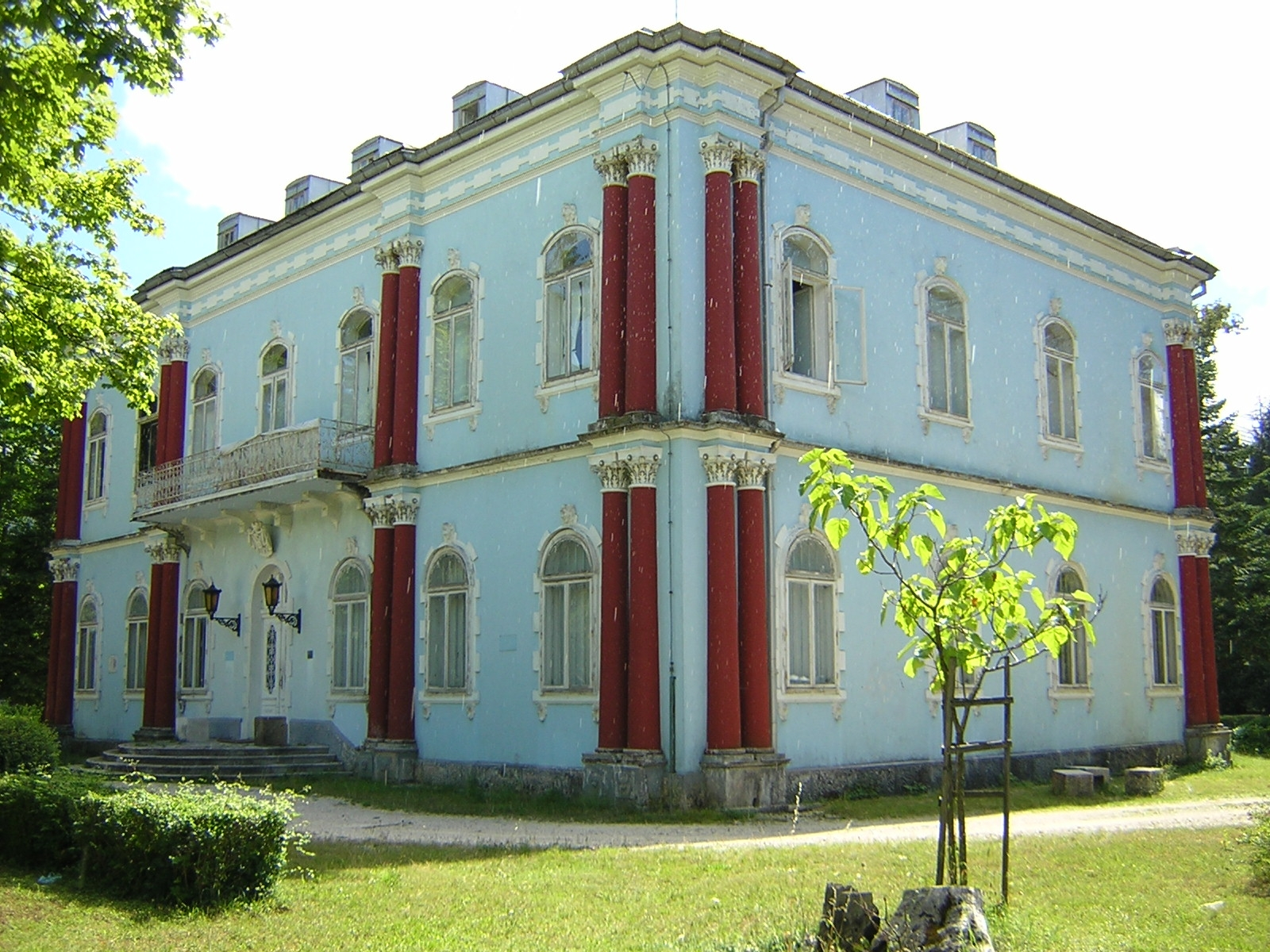
Plavi dvorac, sídlo prezidenta v Cetinje

Administrativní členění

Černá Hora získala plnou nezávislost po referendu v roce 2006, kde se 55,5 % oprávněných voličů vyslovilo pro vystoupení z federace Srbsko a Černá Hora. Země je unitární parlamentní republikou. Ústava Černé Hory definuje stát jako „občanský, demokratický, ekologický, stát sociální spravedlnosti, založený na vládě zákona“. Ústava byla přijata 22. října 2007.
Parlament Republiky Černá Hora (Skupština Republike Crne Gore) sídlí v hlavním městě Podgorice. Parlament je jednokomorový a má 81 členů volených na 4 roky. Vytváří zákony Černé Hory, ratifikuje mezinárodní smlouvy, navrhuje předsedu vlády, ministry a soudce; schvaluje státní rozpočet a vykonává další povinnosti uložené ústavou. Parlament může vyjádřit nedůvěru vládě většinou členů. Každý z poslanců reprezentuje 6000 voličů. Současným předsedou Skupštiny je Danijela Đurović.
Právo předložit návrh zákona má vláda, člen parlamentu a také 6 tisíc občanů s volebním právem, kteří předložením svého návrhu v parlamentu pověří člena parlamentu.
Vláda Černé Hory má výkonnou moc. V čele vlády stojí předseda vlády, jeho kabinet se skládá z místopředsedů vlády a ministrů. Současným premiérem Republiky Černá Hora je Dritan Abazović. Vládnoucí stranou je progresivní Jednotná reformní akce (URA, Ujedinjena reformska akcija).
Prezident Republiky Černá Hora je volen na pětileté funkční období v přímých volbách. Reprezentuje Černou Horu doma a v zahraničí, schvaluje zákony, vyhlašuje volby do Skupštiny, jmenuje na návrh parlamentu předsedu vlády a předsedu a soudce Ústavního soudu, vyhlašuje na návrh parlamentu referendum, uděluje milosti osobám čelícím trestnímu stíhání, uděluje státní vyznamenání, vykonává povinnosti uložené ústavou a je členem Nejvyšší obranné rady. Současným prezidentem je Jakov Milatović.(od 20.5.2023)
V roce 2019 organizace Freedom House uvedla, že roky rostoucího zneužívání moci a politiky silné ruky používané prezidentem Đukanovićem přivedly zemi poprvé od roku 2003 k nižšímu stupni kvality demokracie a klasifikaci "hybridní režim". Đukanovićova Demokratická strana socialistů (DPS) však prohrála parlamentní volby v roce 2020, čímž její třicetiletá vláda skončila. Roku 2023 prohrál Đukanović i volby prezidentské. Đukanović byl pro svůj styl vládnutí často kritizovaný, avšak byl také zastáncem jasně prozápadní a proevropské politiky, zatímco jeho opozice je koalicí různorodých orientací, včetně té prosrbské a proruské, proto byla a je situace v Černé Hoře pro vnějšího pozorovatele často nepřehlednou. Nový prezident Jakov Milatović je například označován za prozápadního politika, přitom má ale blízko k Srbské pravoslavné církvi, jež je zdrojem srbského a částečně i ruského vlivu v zemi.
Ke 2. říjnu 2009 měla Černá Hora celkem 23 mezinárodních státních velvyslanectví ve 23 zemích světa. Česko k nim nepatří, je obsluhováno velvyslanectvím ve Vídni. Naopak Česká republika své velvyslanectví v Černé Hoře má (Partizanski put 6A - Tološi, Podgorica).
Černá Hora se administrativně člení na 25 samosprávných měst a obcí (opštin): Andrijevica, Bar, Berane, Bijelo Polje, Budva, Cetinje, Danilovgrad, Gusinje, Herceg Novi, Kolašin, Kotor, Mojkovac, Nikšić, Petnjica, Plav, Plužine, Pljevlja, Podgorica, Rožaje, Šavnik, Tivat, Tuzi, Ulcinj, Zeta a Žabljak.

## Ekonomika

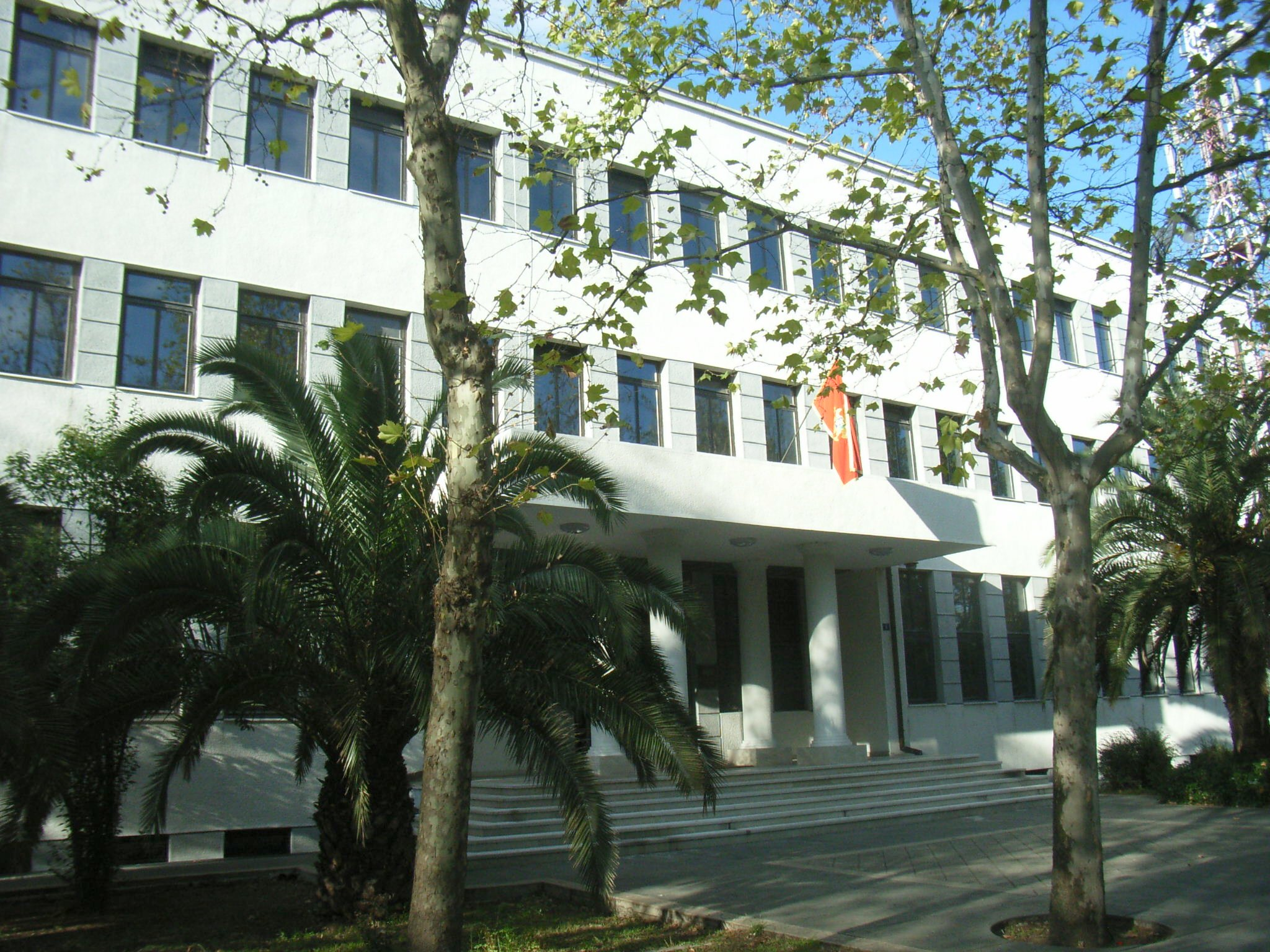
Budova centrální banky v Podgorici

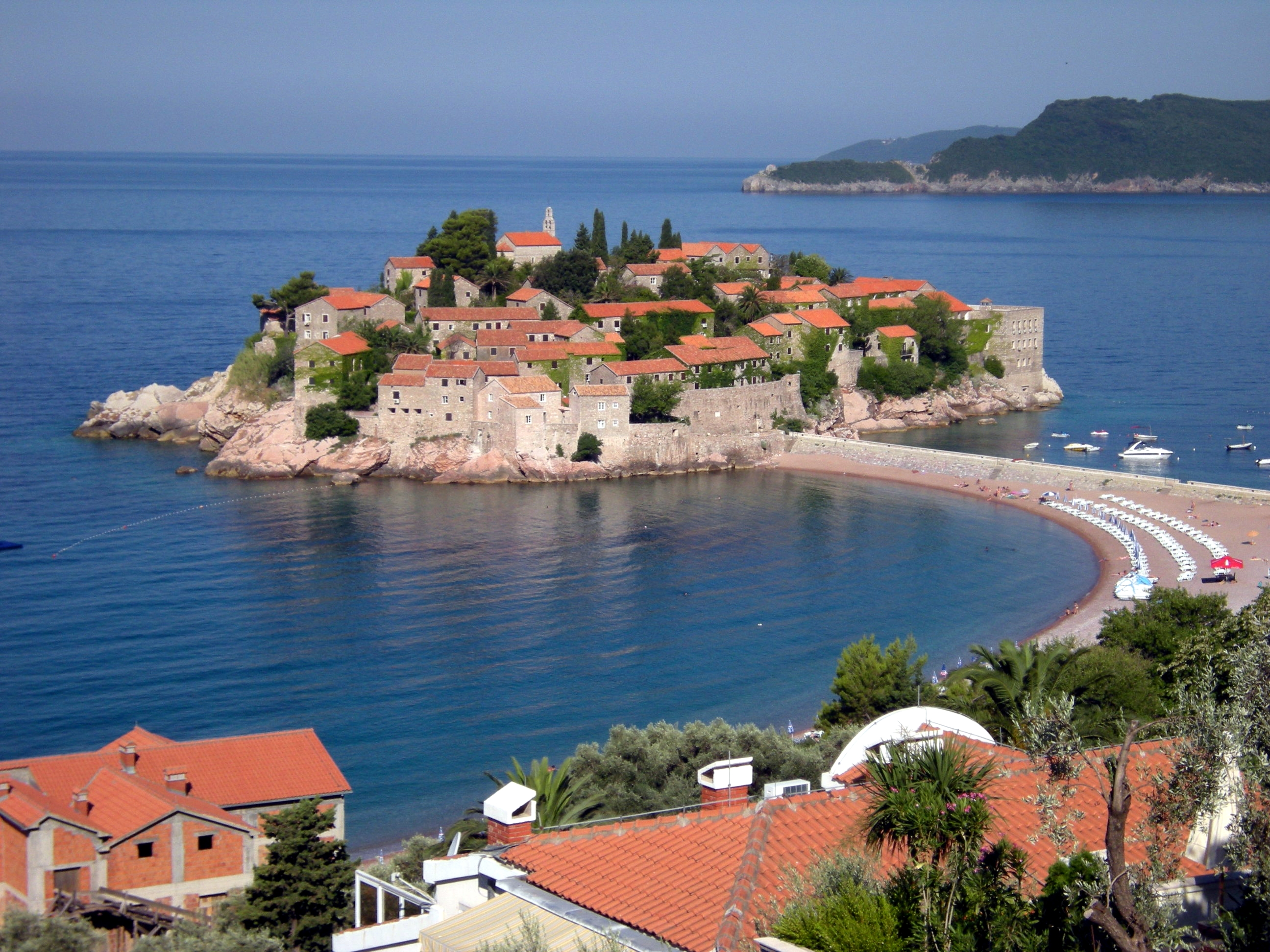
Sveti Stefan, jedno z turistických lákadel

Černá Hora patří mezi chudší evropské země, avšak je bohatší než všechny okolní státy s výjimkou Chorvatska. Hrubý domácí produkt (HDP) na obyvatele v paritě kupní síly činí 27 761 USD (2023, MMF). To je více než například u Srbska, ale méně než například u Bulharska; zhruba na stejné úrovni jako v Argentině či Uruguayi. HDP na obyvatele tvoří 48 % průměru Evropské unie (k roku 2021).
Průměrná mzda činí kolem 550 eur (k roku 2023). Mzdová úroveň se zvedla díky vládnímu programu Evropa nyní (Evropa sad) z roku 2022, jež má zatočit s nízkopříjmovou ekonomikou, která brání přiblížení k Evropské unii. Díky tomuto programu v roce 2022 minimální mzda skokově vzrostla z 250 na 450 eur. Souběžně došlo ke zvýšení minimálního důchodu na 200 eur. Někteří kritici ale varují, že program Evropa nyní může ohrozit fiskální stabilitu země. 
Celkem 38 % obyvatel je ohrožených chudobou nebo sociálním vyloučením (poslední známý údaj je za rok 2020; např. v České republice je to 11 %). V roce 2019 byla chudobou ohrožena třetina dětí. Platidlem je od roku 2002 euro, předtím, od roku 1999, byla oficiálním platidlem německá marka, ačkoliv země byla tehdy členem Svazové republiky Jugoslávie.
Po rozpuštění volné politické unie mezi Srbskem a Černou Horou země začala zaznamenávat poměrně vysoký roční růst HDP. Například za rok 2007 byl podle CIA - The World Factbook 7,5 %. V pocovidovém roce 2021 byl růst 12,4 procenta HDP, ovšem rok předtím přišel patnáctiprocentní pokles. Růst v roce 2022 činil nicméně opět solidních 6,4 procenta. Samostatnost přinesla též vlnu přímých zahraničních investic. Například v roce 2021 činily tyto investice 512 milionů eur, což představuje 11,3 % odhadovaného HDP. Ale značná závislost na těchto investicích činí černohorskou ekonomiku citlivou na vnější šoky a způsobuje vysoký obchodní deficit.
K roku 2017 nejvíce vývozu z Černé Hory mířilo do Srbska (15,7 %), Španělska (11,3 %) a Pákistánu (9,4 %). Dovoz přicházel ponejvíce taktéž ze Srbska (25,7 %), následovalo Řecko (9,5 %) a Chorvatsko (7,4 %). Takřka polovina exportu je tvořena vývozem kovů a rud, zejm. hliníku, hliníkové rudy (bauxitu) a zinkové rudy. Surový hliník tvoří plných 20 procent černohorského exportu (údaj z roku 2019). Nejvíce se dováží ropa a zemní plyn, pohonné hmoty, stroje a zařízení, textil a spotřební zboží.
Velkým problémem černohorského hospodářství je zadlužení. Proslulou kauzou se stala stavba dálnice A1, jejíž severní část stavěla čínská společnost China Roads and Bridge Group (CCCC) a tato stavba 41 kilometrů se prodražila na 944 milionů dolarů. Gigantickou půjčku u čínské banky země brzy nebyla schopna splácet, neboť předpokládaným zdrojům z cestovního ruchu učinila přítrž pandemie covidu. Jen tato jediná půjčka navýšila dluh Černé Hory na 100 procent jejího ročního HDP. Na konci roku 2021 zadluženost státu dosáhla 103,28 % HDP
Země má velký ekonomický potenciál v cestovním ruchu. V roce 2019 tvořil 25 % HDP, tedy dosáhl rekordní úrovně. Pak nadějný trend zlomil covid. Hlavní turistická letoviska se nacházejí u moře, jedná se o města Budva, Kotor, Ulcinj aj. Země k rekreaci nabízí 294 km jadranského pobřeží.
Zemědělství je orientováno na pěstování citrusů, vinné révy a zeleniny.
Černá Hora je členem Evropské banky pro obnovu a rozvoj. 18. ledna 2007 vstoupila do Světové banky a Mezinárodního měnového fondu. Roku 2012 do Světové obchodní organizace. Dále usiluje o Stabilizační a asociační dohodu s Evropskou unií, a v dlouhodobějším horizontu usiluje o plné členství.
Hlavní hospodářské ukazatele:
- HDP (PPP) - 17,2 mld. $ (2023)[71]
- Růst HDP - 6,4 % (2022)
- HDP na obyvatele - 27 761 $ (2023)
- Nezaměstnanost - 23 % (2022)
- Veřejný dluh - 103 % HDP (2021)
- Inflace - 9,7 % (2022)

### Korupce
Milo Đukanović, který byl předsedou vlády od 90. let do roku 2016, byl obviňován z korupce a z napojení na organizovaný zločin. Situaci v zemi ve zprávě z roku 2014 kritizovala i Evropská komise. V roce 2015 v zemi vypukly protivládní protesty požadující boj proti korupci a organizovanému zločinu, které policie násilím rozehnala. Odhaduje se, že jenom pašováním cigaret z Černé Hory do Itálie ve spolupráci s italskou mafií vydělal Đukanovićův režim přes miliardu dolarů. Podle Českého rozhlasu Đukanović a jeho společníci po roce 2000 "vysáli" peníze ze státem vlastněných firem, což vedlo k tomu, že „průmysl Černé Hory, jehož hodnota se ještě v roce 1998 odhadovala na 4,5 miliardy dolarů, byl následně rozprodán za zhruba 735 milionů eur. Ze 198 firem privatizovaných mezi lety 1998–2014 jich 176 zkrachovalo. V přímém důsledku přišla o zaměstnání čtvrtina práceschopného obyvatelstva“.

### Doprava

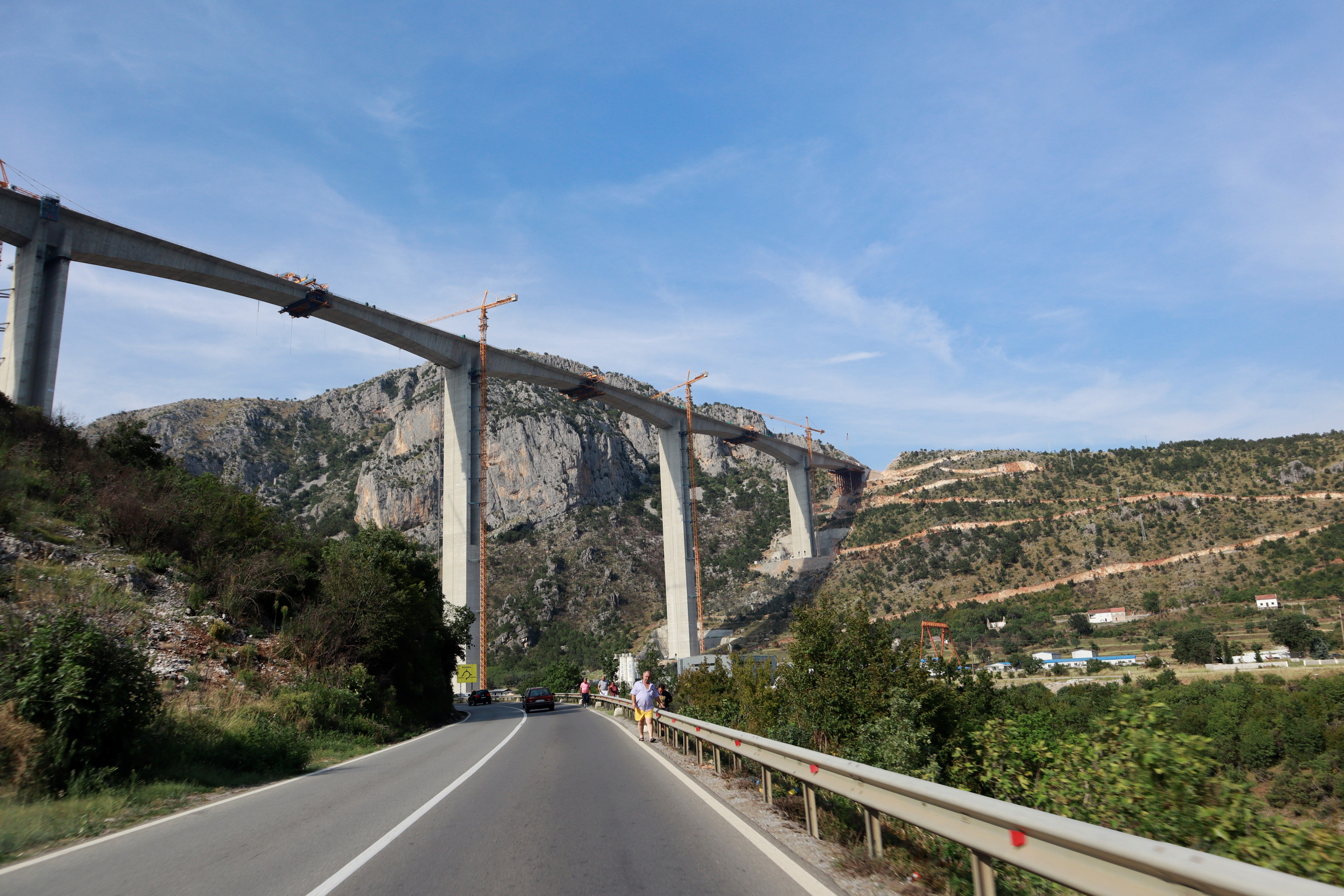
Most Moračica na dálnici A1

Jedinou dálnicí v Černé Hoře je A1. Po dokončení propojí Bar a Srbsko, v kooperaci s nímž se staví. V Srbsku bude bude pokračovat jako A2 až do Bělehradu. První úsek byl otevřen 13. července 2022 a měří 41 km. Na trase se nachází 16 tunelů, z nichž nejdelší tunel Vjeternik měří 3039 metrů. Nejde ale o nejdelší silniční tunel v zemi, ještě delší je jednotubusový silniční tunel Sozina poblíž Baru, dlouhý 4189 metrů. Významným mostem na A1 je most Moračica. Evropské silnice, které procházejí Černou Horou, jsou E65 a E80. 
Páteří černohorské železniční sítě je železnice Bělehrad–Bar, která zajišťuje mezinárodní spojení se Srbskem. Vnitrostátní odbočná trať, železnice Nikšić-Podgorica, byla po desetiletí provozována pouze pro nákladní dopravu. Po rekonstrukci a elektrifikaci byla v roce 2012 otevřena i pro osobní dopravu. Další odbočná trať z Podgorice směrem k albánským hranicím, železnice Podgorica–Shkodër, je nepoužívaná. 

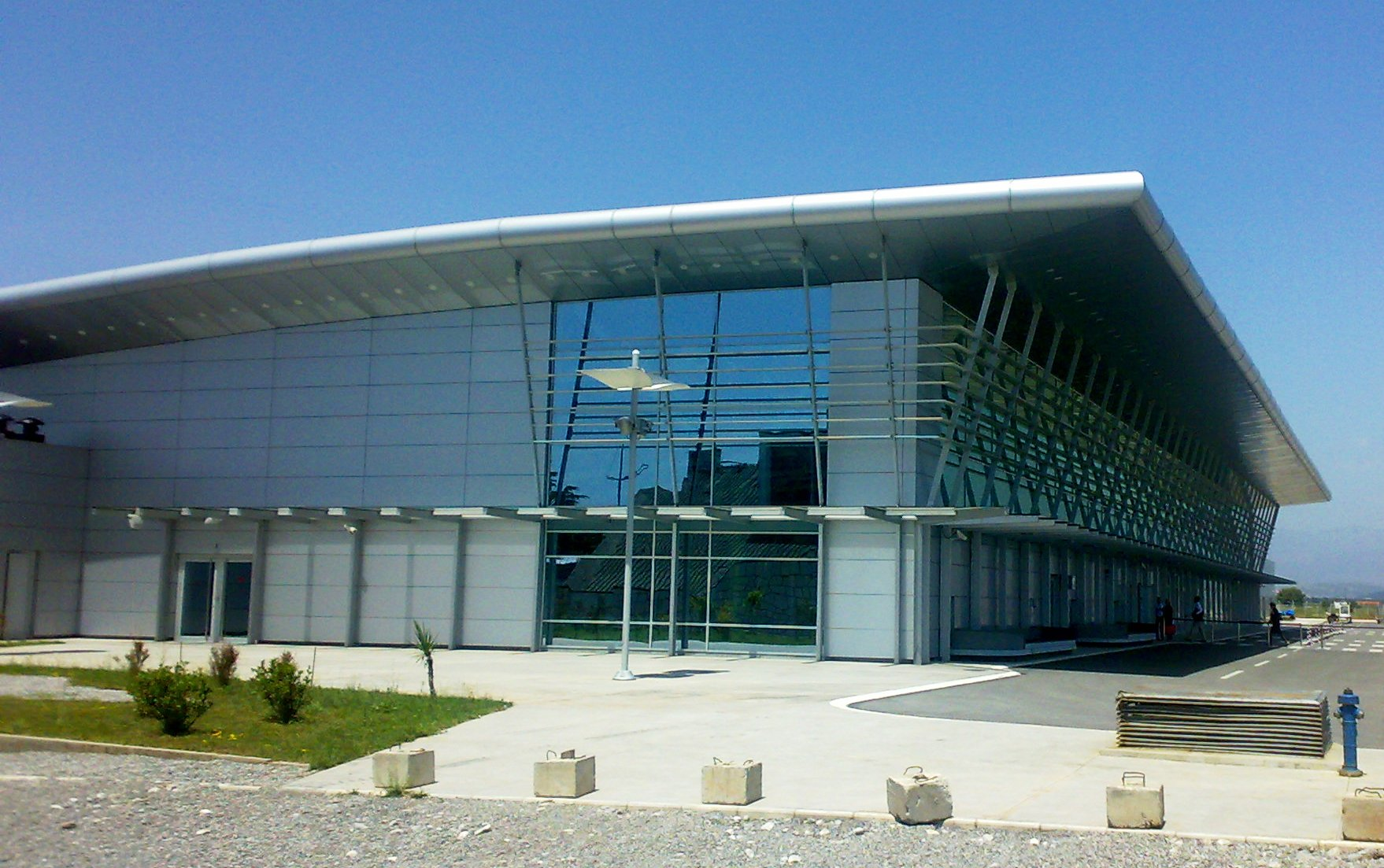
Letiště Podgorica

Černá Hora má dvě mezinárodní letiště, letiště Podgorica a letiště Tivat. Obě letiště v roce 2003 odkoupila vláda od srbské společnosti Jat Airways. Letiště Podgorica se nachází 12 km jižně od centra hlavního města, v obci Golubovci. Bylo postaveno v roce 1961. Původně sloužilo jako vojenské letiště pro jugoslávskou armádu, později zde byl zaveden i civilní provoz. V roce 1999 bylo bombardováno silami NATO. Druhé letiště u Podgorici, Letiště Ćemovsko polje, je již jen centrem parašutistických a kaskadérských společností. V roce 2021 založila černohorská vláda národního leteckého dopravce Air Montenegro. Stalo se tak poté, co její předchůdce, společnost Montenegro Airlines, rok předtím zkrachovala, z velké části kvůli pandemii covidu.
Přístav Bar je hlavním přístavem Černé Hory. Přístav, původně postavený v roce 1906, byl během druhé světové války téměř úplně zničen. Rekonstrukce začala v roce 1950. Je vybaven pro manipulaci s více než 5 miliony tun nákladu ročně, ale provozuje se se ztrátou a hluboko pod kapacitou. Očekává se, že rekonstrukce železnice Bělehrad-Bar a stavěná dálnice Bělehrad-Bar mu vrátí rentabilitu.

## Demografie

### Národnosti

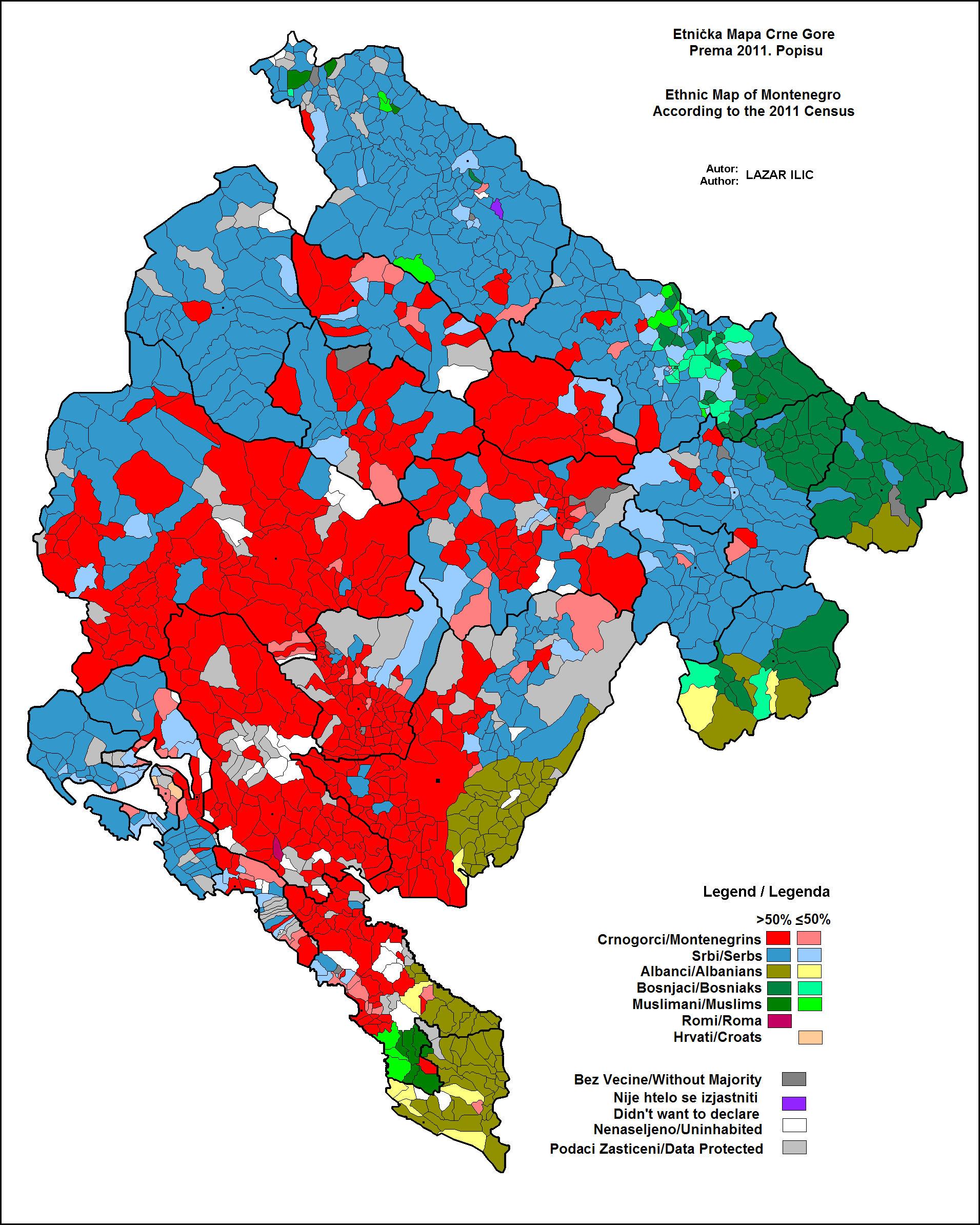
Etnická struktura Černé Hory podle sčítání lidu z roku 2011

Černou Horu lze označit za stát relativně multikulturní. Podle sčítání lidu v roce 2011 měla Černá Hora celkem 620 029 obyvatel, z nichž Černohorci tvořili 45 %. Nejvýznamnější menšiny tvořili Srbové (28,7 %), Bosňáci (8,6 %), Albánci (4,9 %) a Muslimani (3,3 %), zbytek jsou jiné národnosti. Nejvíce Srbů žije v severní části země a okolí Herceg Novi v boce Kotorské. Bosňáci a Muslimani obývají převážně region Sandžaku v severní části Černé Hory. V příhraničních oblastech s Albánií a Kosovem (Ulcinj, Tuzi, Plav) jsou většinovým obyvatelstvem Albánci. Chorvati žijí zejména v Boce Kotorské.
V 19. století byly kontakty českých zemí s Černou Horou velice četné, mnoho Čechů se tam usadilo. České velvyslanectví v Podgorici dnes odhaduje, že český původ má zhruba 50 000 obyvatel. V 19. století v zemi působila řada českých umělců, malíři Jaroslav Čermák a Ludvík Kuba nebo spisovatelé Josef Holeček, Eliška Krásnohorská a Vítězslav Hálek. I autorem první černohorské hymny Ubavoj nam Crnoj Gori byl Čech - Antonín Šulc, ředitel první hudební školy v zemi.
Černohorské ministerstvo zahraničí odhadlo, že černohorská diaspora je stejně velká jako celá populace Černé Hory. Mnoho Černohorců pracujících v zahraničí (zejména v Srbsku, Itálii, Německu, Řecku a Británii) zasílá domů část vydělaných peněz. Tyto tzv. remitence například pomohly černohorské ekonomice v letech 2010-2014 částkou 1,3 miliardy eur.

### Náboženství

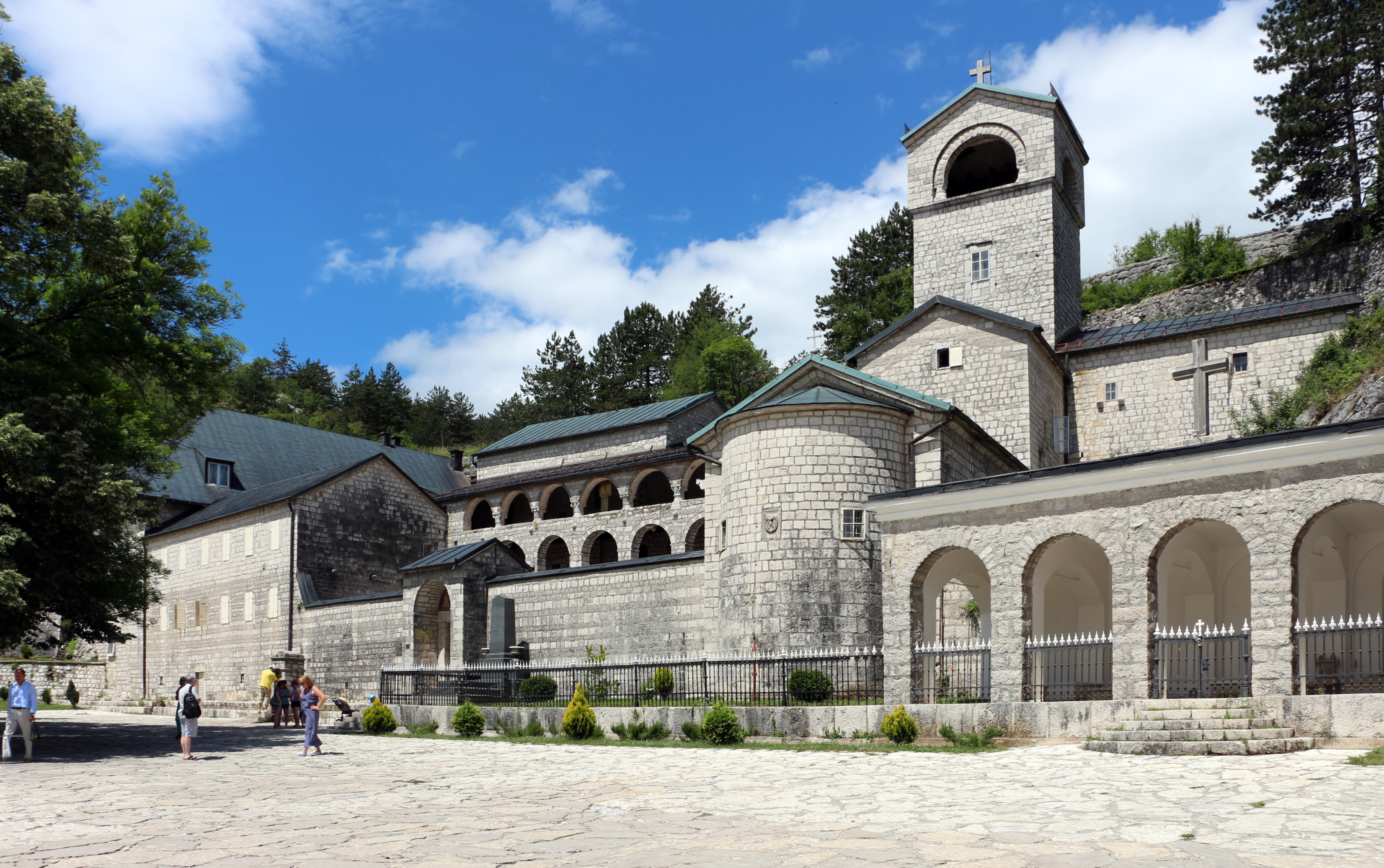
Klášter Cetinje, sídlo černohorských metropolitů (kontrolované stále srbskou pravoslavnou církví)

Při sčítání v roce 2011 se 72 % obyvatel země přihlásilo k pravoslaví, 19,11 % jsou sunnitští muslimové, římských katolíků bylo v zemi necelá 3,44 % (tj. 21 330 obyvatel). 
Roku 1993 byla obnovena samostatná Černohorská pravoslavná církev, která se brzy dostala do sporu se Srbskou pravoslavnou církví o to, pod koho černohorští pravoslavní spadají. Po osamostatnění Černé Hory v roce 2006 se spor vyhrotil až do několika násilných incidentů, naposledy v roce 2021 po jmenování Joanikije II. novým srbským biskupem. V roce 2019 prezident Milo Đukanović prosadil zákon o církevních společnostech, který srbské církvi odebírá 650 kostelů a dalších objektů. Schvalování provázely nejen pouliční protesty, ale i rvačka v parlamentu.

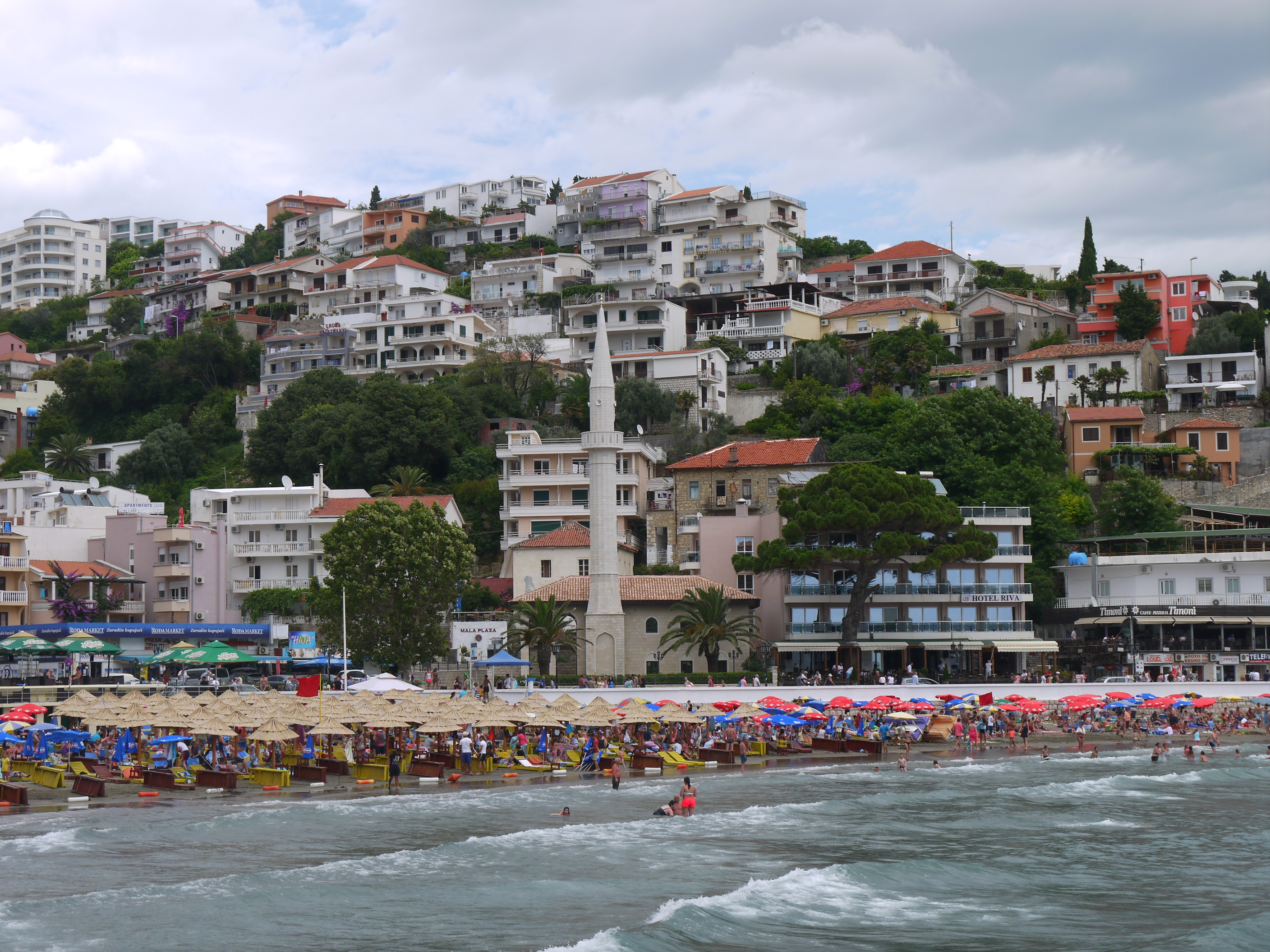
Mešita v Ulcinj

Černá Hora má šestý nejvyšší podíl muslimů v Evropě, po Kosovu (96 %), Turecku (90 %), Albánii (58,9 %), Bosně a Hercegovině (51 %) a Severní Makedonii (34 %), a třetí nejvyšší podíl mezi slovanskými zeměmi, za Bosnou a Hercegovinou a Severní Makedonií. V roce 2012 stát uznal islám jako oficiální náboženství, což zajišťuje podávání halal jídel ve vojenských zařízeních, nemocnicích, ubytovnách a sociálních zařízeních. Muslimským ženám je dovoleno nosit šátky ve školách a ve veřejných institucích. Stejně tak si muslimové mohou vzít v pátek pracovní volno na páteční modlitbu. Černohorští muslimové se hlásí k hanífovského mazhabu (viz též Islám v Černé Hoře). Po vzniku Černohorské knížectví bylo muslimské obyvatelstvo záměrně vyháněno (jen v letech 1878–1882 odhadem polovina muslimů z nově obsazených regionů), nicméně po první balkánské válce roku 1912 a zisku území s vysokým podílem muslimů (jižní část Sandžaku a Metochie) se státní úřady rozhodly jejich setrvání nebránit.

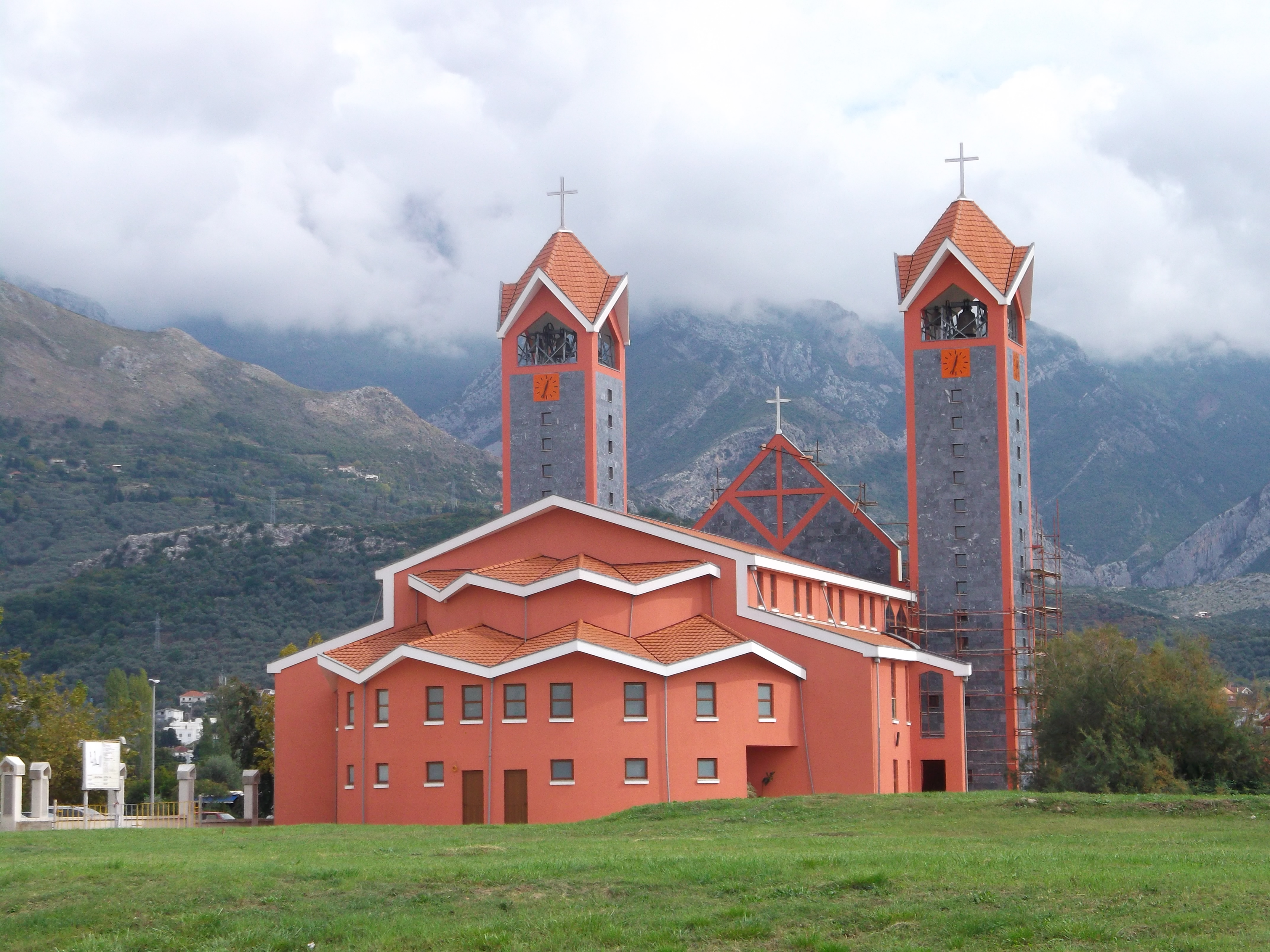
Katolická katedrála v Baru, postavená roku 2017

Katolíci jsou soustředěni ve městech Bar a Kotor, v roce 2018 měla římskokatolická arcidiecéze barská asi 12 000 věřících a sousední diecéze kotorská roku 2019 asi 8300 věřících, čili dohromady přes 20 000. Barská arcidiecéze je podřízená přímo Svatému stolci, kotorská diecéze je součástí chorvatské církevní provincie splitské. Etničtí Černohorci tvoří v rámci katolíků v Černé Hoře menšinu (26,61 %) – nejsilnější etnickou skupinu tvoří mezi černohorskými katolíky Albánci (37,34 %), významný podíl mají i Chorvati (25,95 %).
V zemi je velmi malý počet ateistů, spolu s lidmi jiného než výše uvedeného vyznání tvoří méně než 5 % obyvatelstva.

### Jazyk
Úředním jazykem je od roku 2007 černohorština (v letech 1992-2006 byla označována za ijekavskou variantu srbštiny, v časech socialistické Jugoslávie za variantu srbochorvatštiny). Černohorština má celkově 32 grafémů a fonémů, nejvíce ze všech jihoslovanských jazyků. Zapisuje se jak v latince, tak v cyrilici, podle Ústavy jsou oba zápisy rovnocenné. 

### Lidská práva
Určitým problémem v černohorské společnosti je postavení žen, které se mnohde stále řídí archaickými vzorci. Nízká je například míra vlastnictví nemovitostí ženami, jež je mimo jiné způsobena tradicí vynechávat ženy z dědictví ve prospěch jejich mužských příbuzných. Nízká je také míra samostatné ekonomické činnosti žen a míra jejich zaměstnanosti. V letech 2009–2011 byl poměr mužů a žen při narození poměrně výrazně vychýlen ve prospěch mužů, což je podle zprávy Populačního fondu OSN výrazně abnormální a naznačuje to, že  v zemi dochází k pohlavně selektivním potratům, ačkoli je zákon zakazuje. V roce 2014 Rada Evropy vyzvala Černou Horu, aby této praxi zabránila.

## Kultura

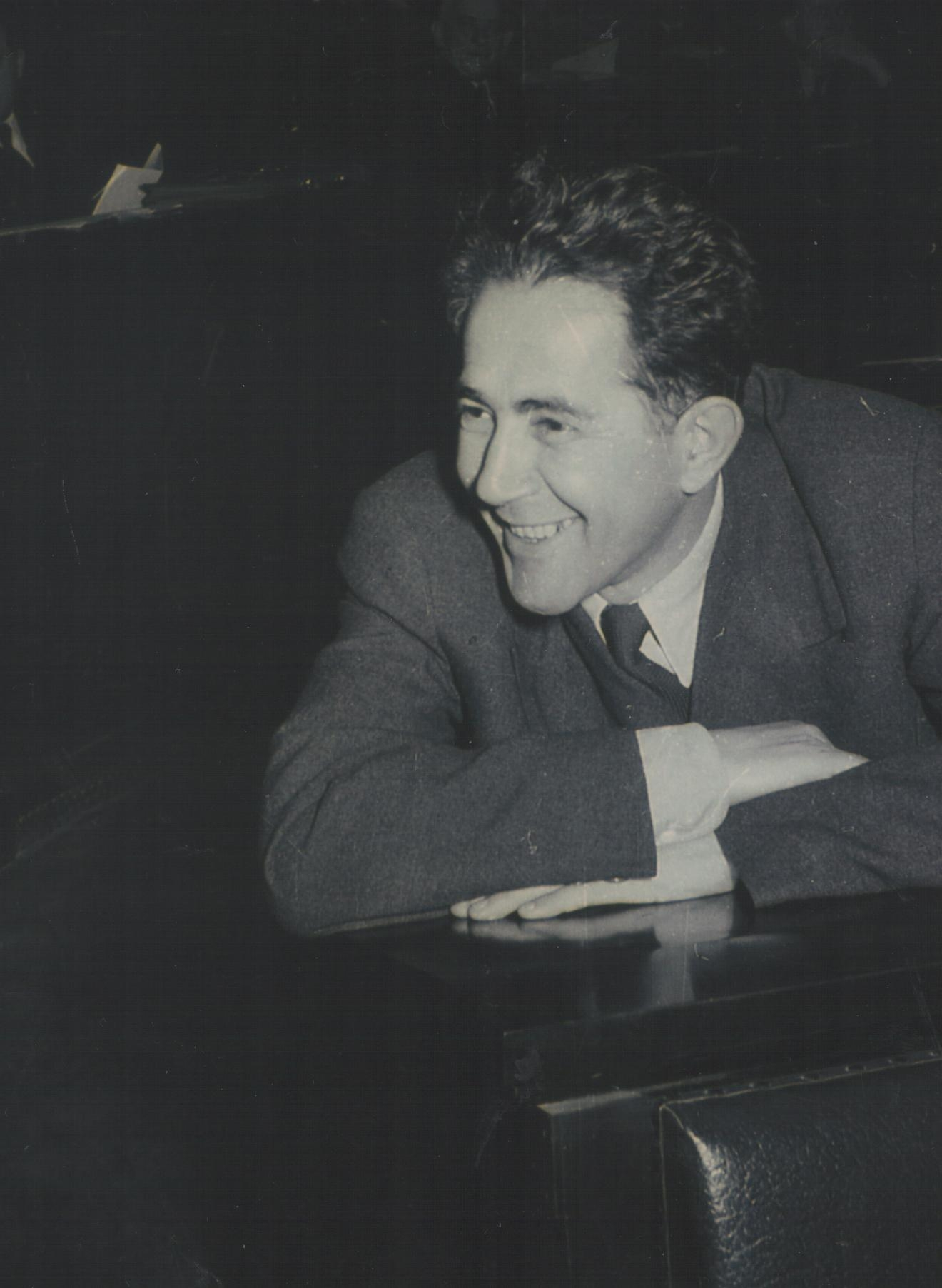
Milovan Djilas

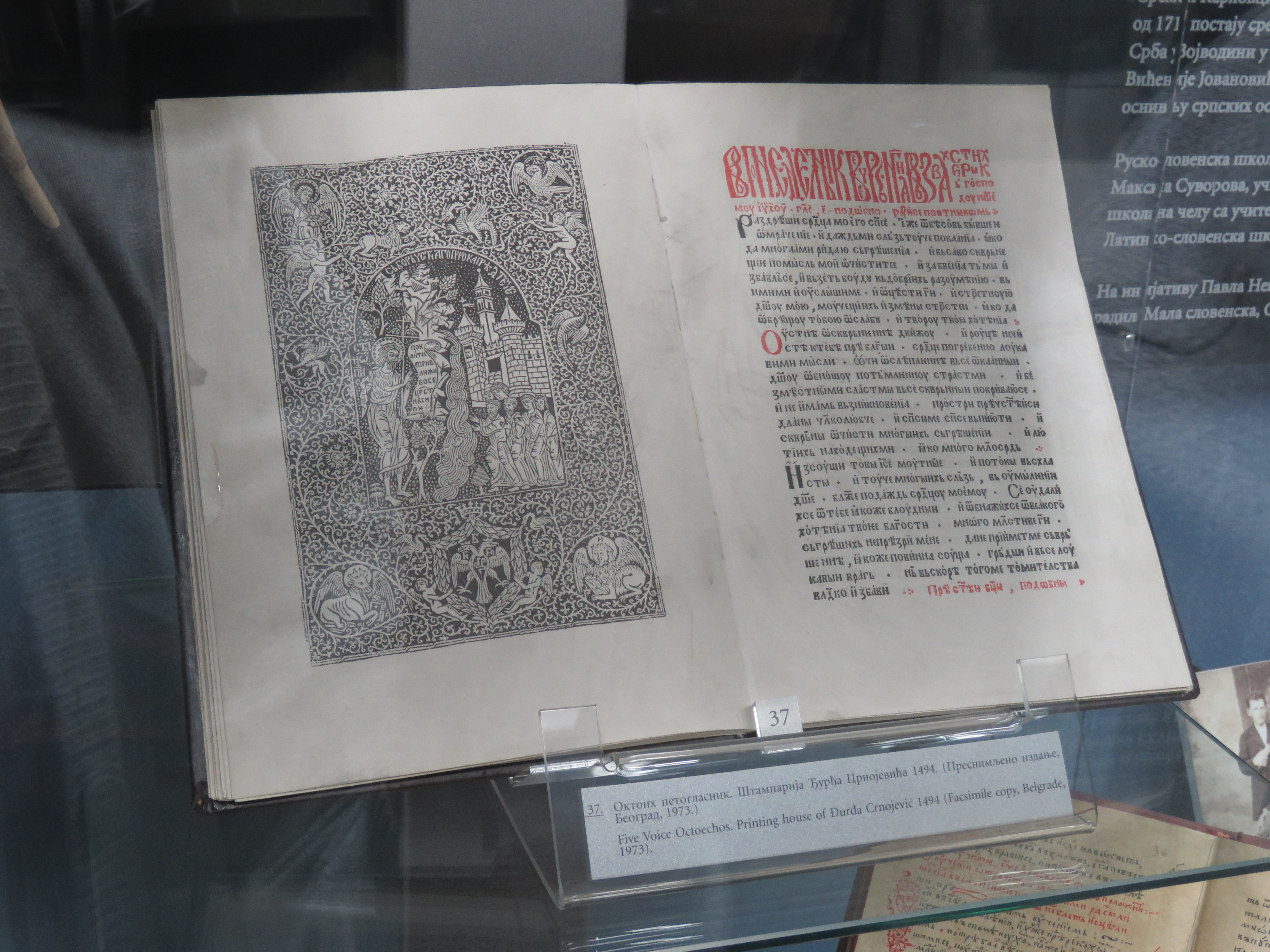
Cetinjski oktoih

Na počátku černohorské literatury stojí Kronika kněze z Dukljy (Ljetopis popa Dukljanina) ze 13. století. Roku 1494 byla v Centinje v Crnojevićově knihtiskárně vydána první jihoslovanská tištěná kniha Cetinjski oktoih, sbírka liturgických písní. Klasikem černohorské literatury je Mirko Petrović-Njegoš, jehož epická skladba Junački spomenik byla poprvé zveřejněna v roce 1864 v Cetinje, historickém hlavním městě a sídle černohorských vládců. Toto dílo oslavuje Černou Horu a Černohorce a vypráví o velkém vítězství černohorského národa nad Osmany. Také další z členů panovnické dynastie, Petr II. Petrović-Njegoš, byl literárně činný. Za jedno z jeho nejvýznamnějších děl je považován Horský věnec (v originále Горски вијенац / Gorskij vijenac), rozsáhlá lyrickoepická skladba rovněž popisuje boj černohorského lidu v době tureckých útoků na Evropu. V éře socialistické Jugoslávie se prosadili spisovatelé Radovan Zogović, Mihailo Lalić, Borislav Pekić, Mirko Kovač, Ćamil Sijarić nebo Miodrag Bulatović, jehož proslavila kniha Červený kohout letí k nebi (Crveni petao leti prema nebu) z roku 1959. V současnosti k nejznámějším černohorským autorům patří Borislav Jovanović.
Černohorcem byl i významný marxistický teoretik a "prominentní disident" Titova režimu Milovan Djilas, proslulý svou knihou Nová třída. Vasilije Petrović položil základy černohorské historiografie, když napsal roku 1754 Dějiny Černé Hory. Národní knihovna Černé Hory se nachází v Cetinje, založena byla již roku 1893, ke 400. výročí založení Crnojevićovy tiskárny.

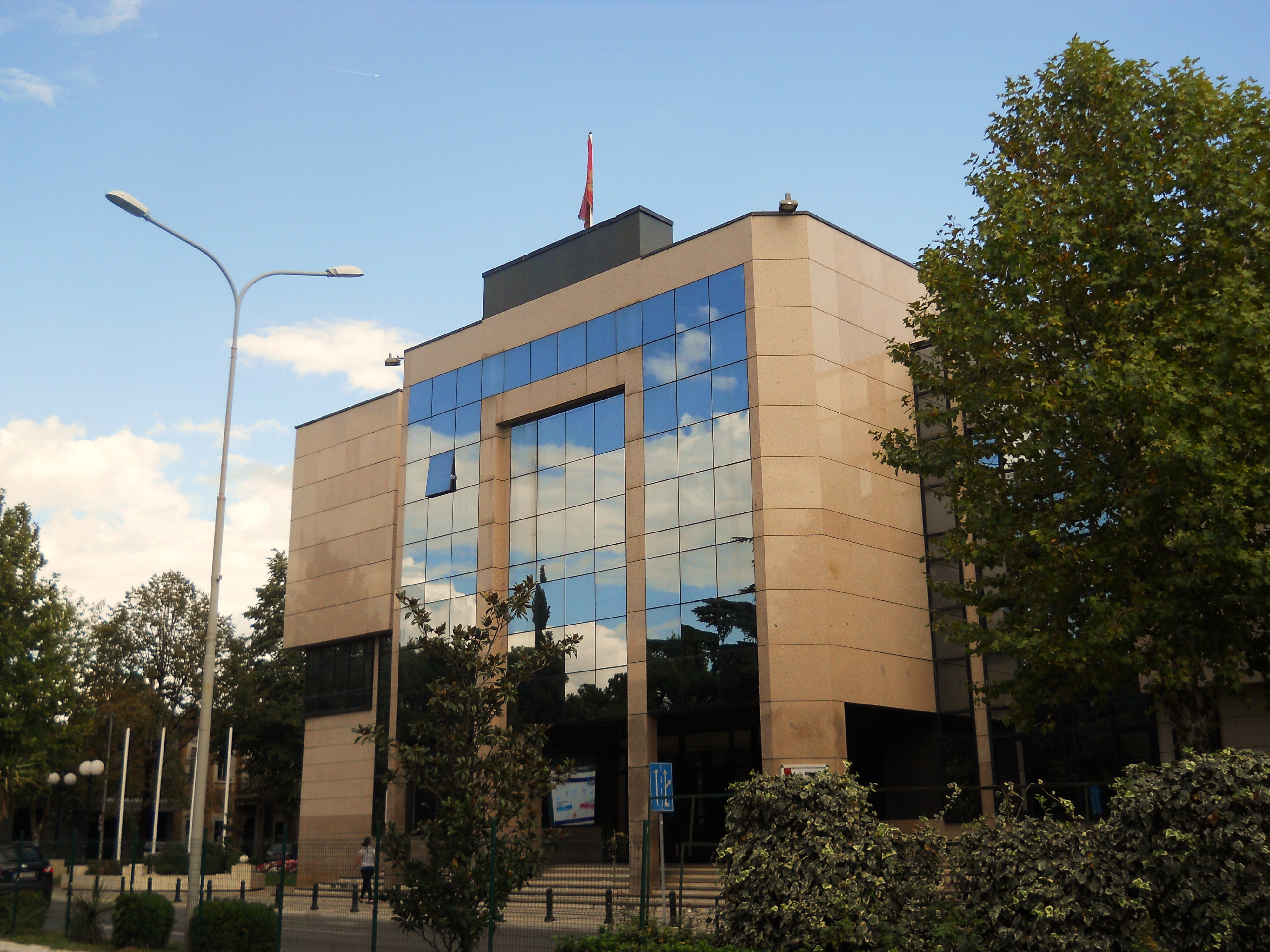
Černohorské národní divadlo

K nejznámějším umělcům narozeným v Černé Hoře patří performer a provokatér Rambo Amadeus, dobře známý v celé bývalé Jugoslávii. V roce 2012 mj. reprezentoval Černou Horu na soutěži Eurovision Song Contest. Roku 2007 byla založena Černohorská filharmonie. Filmový režisér Veljko Bulajić se proslavil především výpravnými snímky s partyzánskou tematikou. Roku 1953 bylo založeno Černohorské národní divadlo (Crnogorsko Narodno Pozorište) v Podgorici. Je nejvýznamnější scénou v zemi, spolu s Černohorským královským divadlem v Cetinje, vůbec prvním divadlem v Černé Hoře. Slavným fiktivním Černohorcem je detektiv Nero Wolfe z románů Rexe Stouta. Bondovka Casino Royale z roku 2006 se částečně odehrává v Černé Hoře. Tradičním černohorským lidovým tancem je oro, zvaný též orlí tanec.

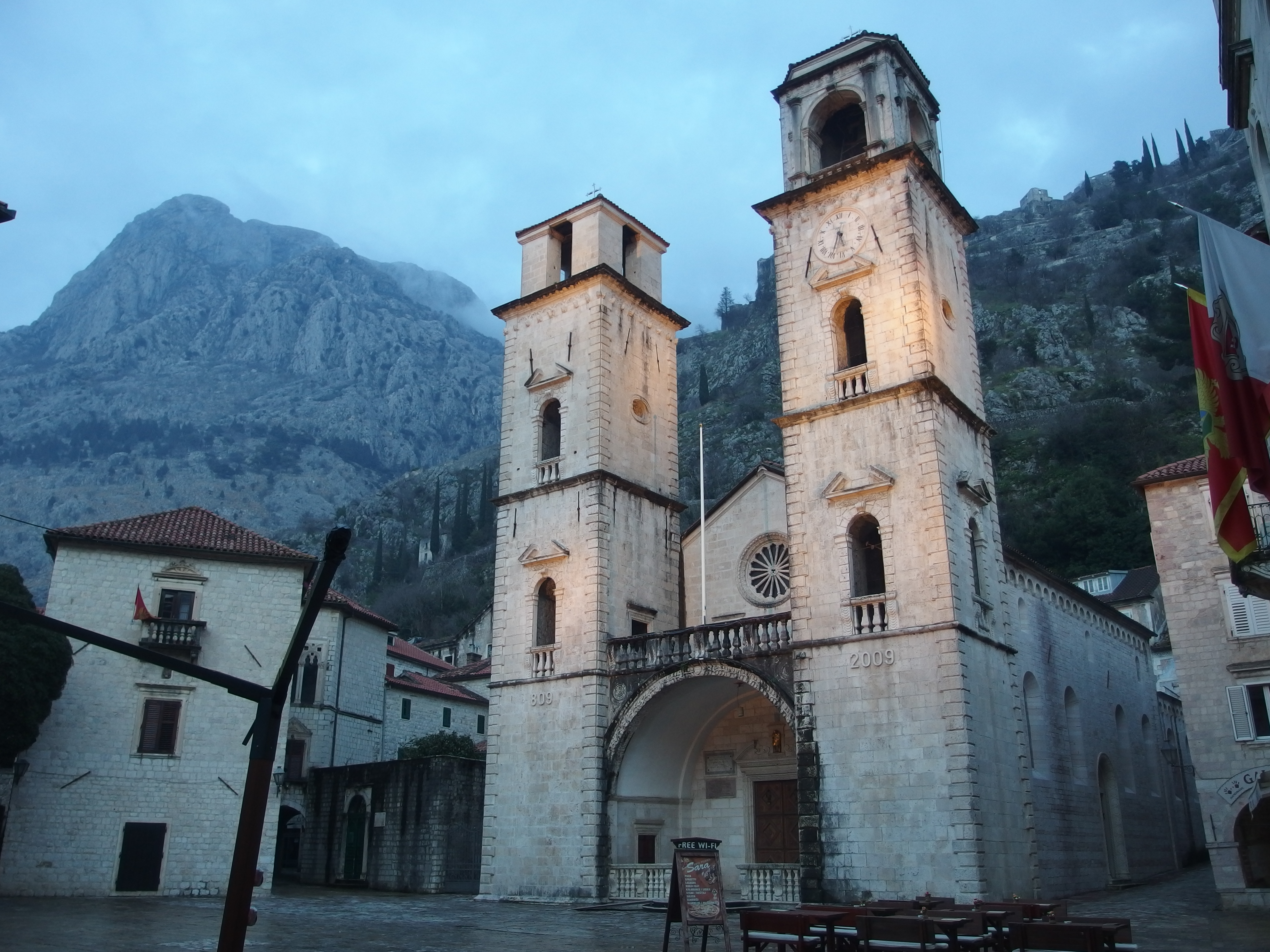
Katedrála v Kotoru

K nejvýznamnějším architektonickým památkám patří katedrála v Kotoru, vystavěná v románském slohu již ve 12. století a přestavěná ve stylu barokním po ničivém zemětřesení v 17. století. Architektonickým unikátem je také umělý ostrov Gospa od Škrpjela, na němž byl v 15. století vybudován chrám. Leží nedaleko města Perast. V Jugoslávii byl velmi populárním architektonickým stylem brutalismus, z černohorských rodáků se k němu řadila zejména Svetlana Radovićová, mj. autorka návrhu Hotelu Zlatibor v Užici.
Nejvýznamnější sbírkovou a muzeální institucí v zemi je Černohorské Národní muzeum, založené roku 1896. Nejznámějším exponátem muzea je obraz Svatá rodina z dílny italského malíře Giambattisty Pittoniho. Muzeum má ve své správě i Královský palác Cetinje.

### Kuchyně

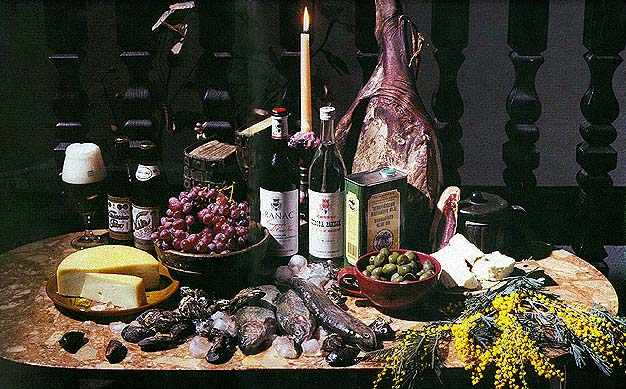
Známé černohorské potraviny, dominuje jim sušená šunka

Černohorská kuchyně se dělí na přímořskou a kontinentální, v okrajových oblastech je ovlivňována kuchyní sousedů. Mezi speciality číslo jedna patří sušená šunka njegušský pršut, který je vyhlášen po celém světě. Podává se v nejvybranějších restauracích a i na královských tabulích. Specialitou číslo dvě je smaragdově zelený olivový olej z okolí Baru. Třetí lahůdkou je pikantní paprika s barbarskými olivami. Dalšími specialitami jsou cicvara (kukuřičná mouka se sýrem), popara (směs na kousky nakrájeného chleba vařeného v omaštěném mléce nebo ve vodě), kačmak (kukuřičná mouka uvařená v osolené vodě, do níž se přidávají rozmačkané brambory; je podobná italské polentě), japraki (závitky z listů vinné révy nebo listové kapusty, které se plní směsí mletého masa, rýže a koření) a dále jídla známá i z kuchyní okolních států jako burek, musaka, ajvar, pljeskavica, čevapi, ražniči, rizoto. Nejoblíbenějším sýrem je kajmak zvaný též skorup, přidává se do mnoha výše uvedených pokrmů, z dezertů je to baklava a tulumba. V Černé Hoře se udržela tradiční turecká káva, která se podává v džezvě (malé kovové konvičce) spolu s malým kulatým šálkem (fildžan). Káva bývá silně slazená a v restauraci se k ní podává sklenice vody. Nejznámější víno je rubínově červené vranac a suché bílé víno krstać, které pochází z oblasti Podgorice, má přírodní odrůdové aroma a je doporučováno ke sladkovodním rybám. Nejoblíbenější značkou domácího piva je Nikšičko. Tradičním pálenkou je rakije.

### Sport

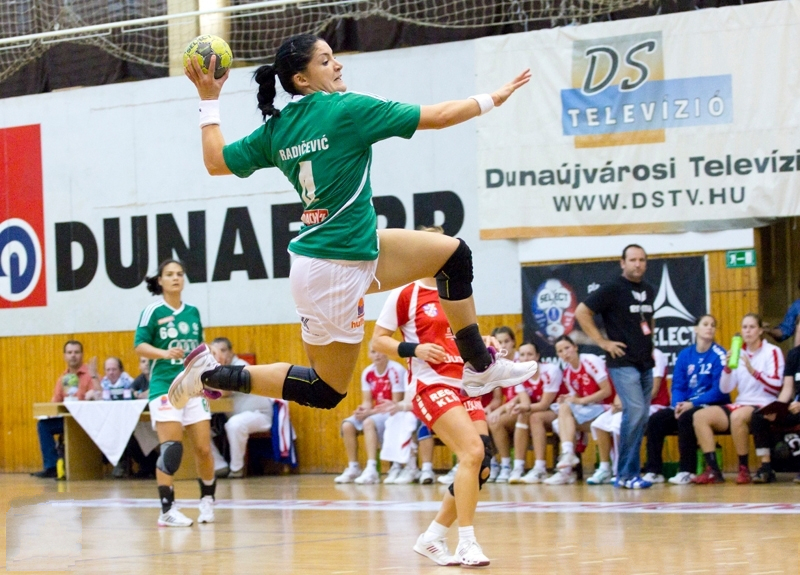
Jovanka Radičevićová

Ve sportu je národní pýchou Černohorců jejich ženská reprezentace v házené. Ta vyhrála v roce 2012 mistrovství Evropy a ve stejném roce získala stříbrnou medaili na olympijských hrách v Londýně. Šlo o první olympijskou medaili v historii samostatné Černé Hory (a dosud jedinou). K oporám slavného týmu patřily Jovanka Radičevićová, Milena Kneževićová, Bojana Popovićová či Katarina Bulatovićová, nejlepší střelkyně obou těchto turnajů. Již za časů Jugoslávie přivezl olympijské zlato a bronz černohorský házenkář Veselin Vujović. Ženský tým ŽRK Budućnost Podgorica vyhrál již dvakrát Ligu mistrů v házené (2012, 2015), tedy nejprestižnější evropskou klubovou soutěž.

Populární je v Černé Hoře také vodní pólo, které má dokonce status národního sportu. Mužská reprezentace získala stříbro na mistrovství světa v roce 2013 a zvítězila na mistrovství Evropy 2008. Ke známým vodním pólistům patří Aleksandar Ivović. Černohorský klub VK Primorac Kotor vyhrál v roce 2009 Euroligu, druhou nejprestižnější evropskou klubovou soutěž ve vodním pólu.

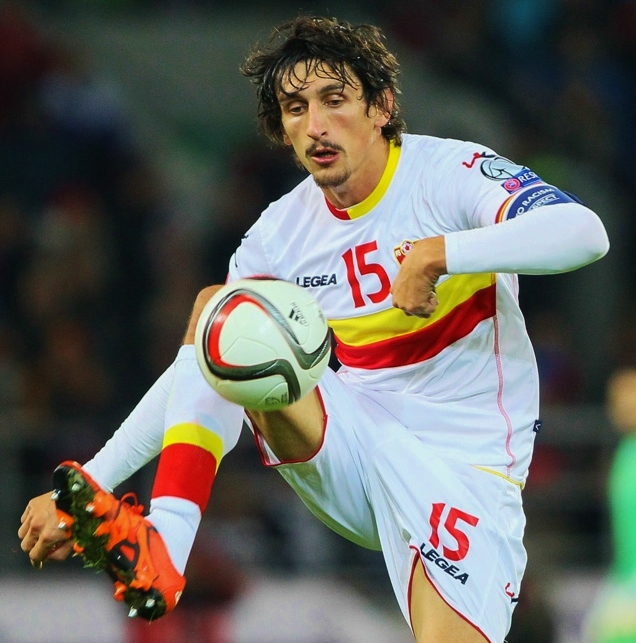
Stefan Savić

Fotbalisté se zatím na závěrečné turnaje neprobojovali, ale řada černohorských hráčů si připsala úspěchy v éře Jugoslávie. K nejznámějším z nich patří Dejan Savićević, který s Crvenou Zvezdou Bělehrad vyhrál Pohár mistrů v sezóně 1990/91 a v sezóně 1993/94 se mu to samé povedlo v dresu AC Milán. V roce 1991 skončil v anketě Zlatý míč, hledající nejlepšího fotbalistu Evropy, na druhém místě. Později se stal dlouholetým prezidentem Černohorské fotbalové asociace. Černohorcem byl i Predrag Mijatović, vítěz Ligy mistrů s Realem Madrid (1997/98). Za reprezentaci samostatné Černé Hory již hrál například trojnásobný mistr Itálie s Juventusem Mirko Vučinić, vítěz Premier League s Manchesterem City Stevan Jovetić nebo Stefan Savić, vítěz Evropské ligy 2017/18 s Atléticem Madrid.
Černohorská ženská basketbalová reprezentace překvapila šestým místem na mistrovství Evropy 2011 a jen o jeden stupínek horším umístěním na mistrovství Evropy 2015. Nikola Vučević působí v americké NBA. Stejně jako Nikola Mirotić, který se ovšem rozhodl reprezentovat Španělsko, s nímž získal i titul mistra Evropy.
Srđan Mrvaljević vybojoval stříbro na mistrovství světa v judu. V éře Jugoslávie se mistrem světa v judu stal Dragomir Bečanović. Černohorským rodákem byl i tenista Milos Raonic, který to dotáhl na světovou trojku.